# Biserica de lemn din Ponoarele

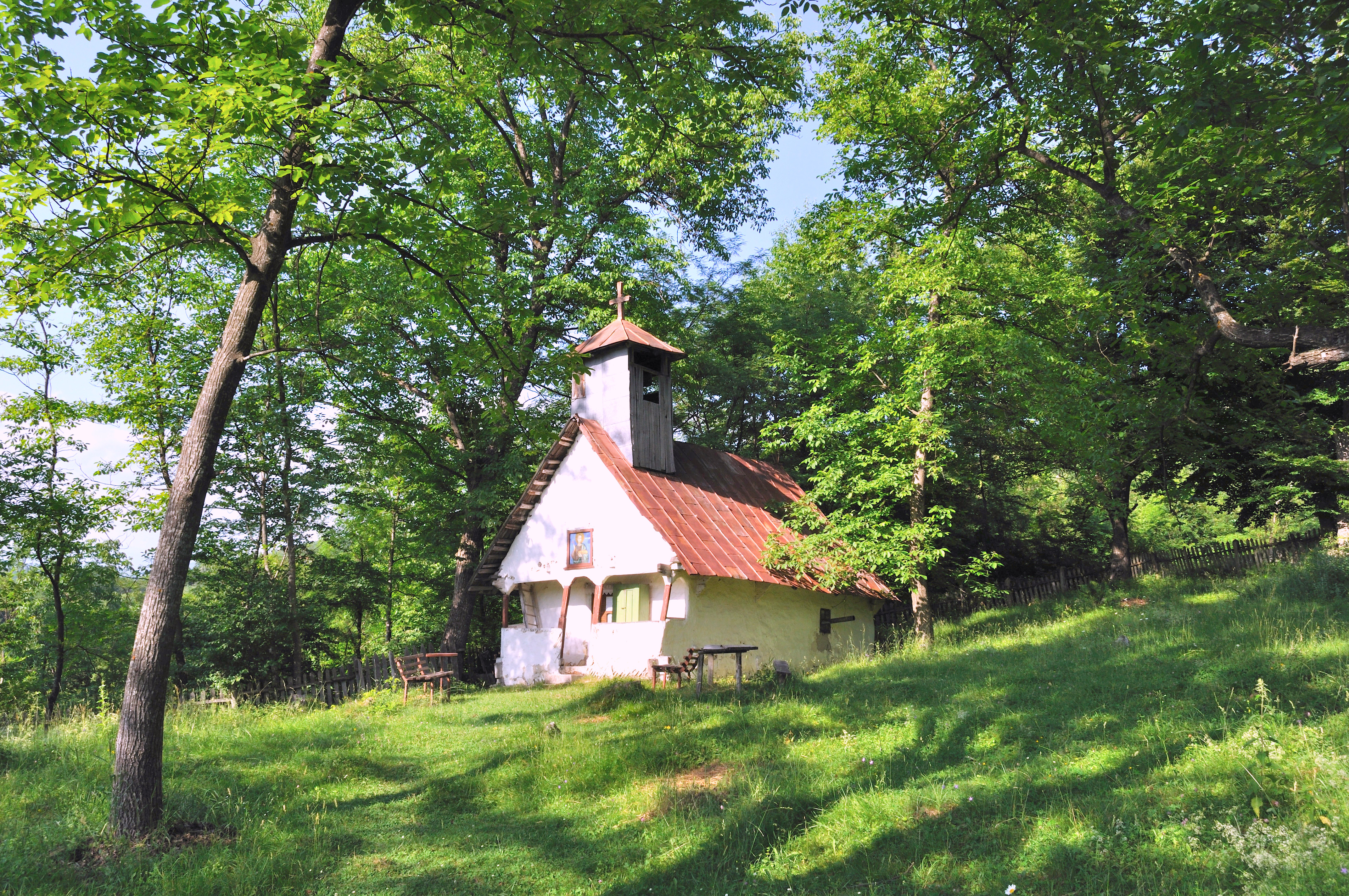
Biserica de lemn „Sfântul Nicolae” din Ponoarele, judeţul Mehedinţi, foto: iunie 2010.

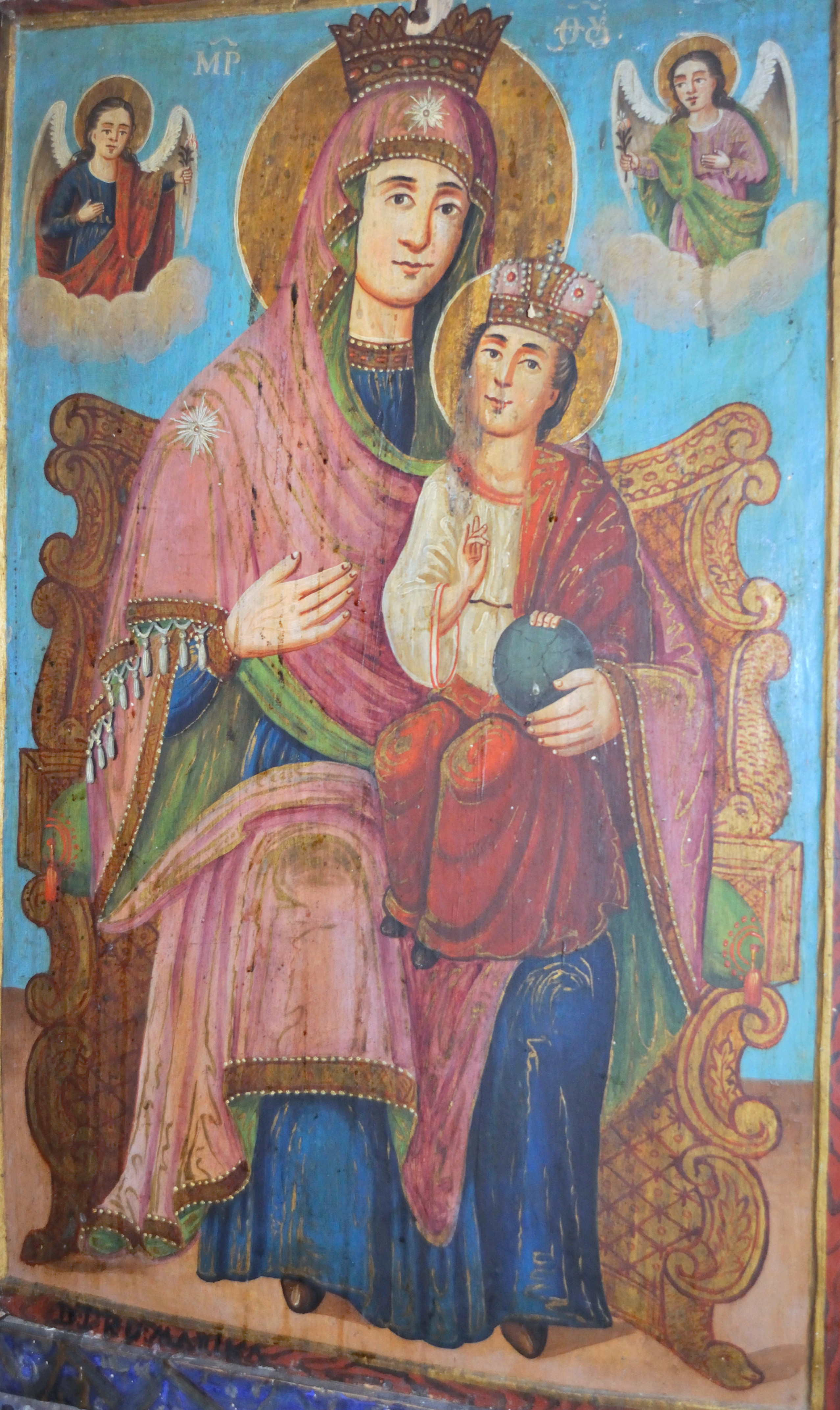
Icoană împărătească „Maica Domnului cu Pruncul”

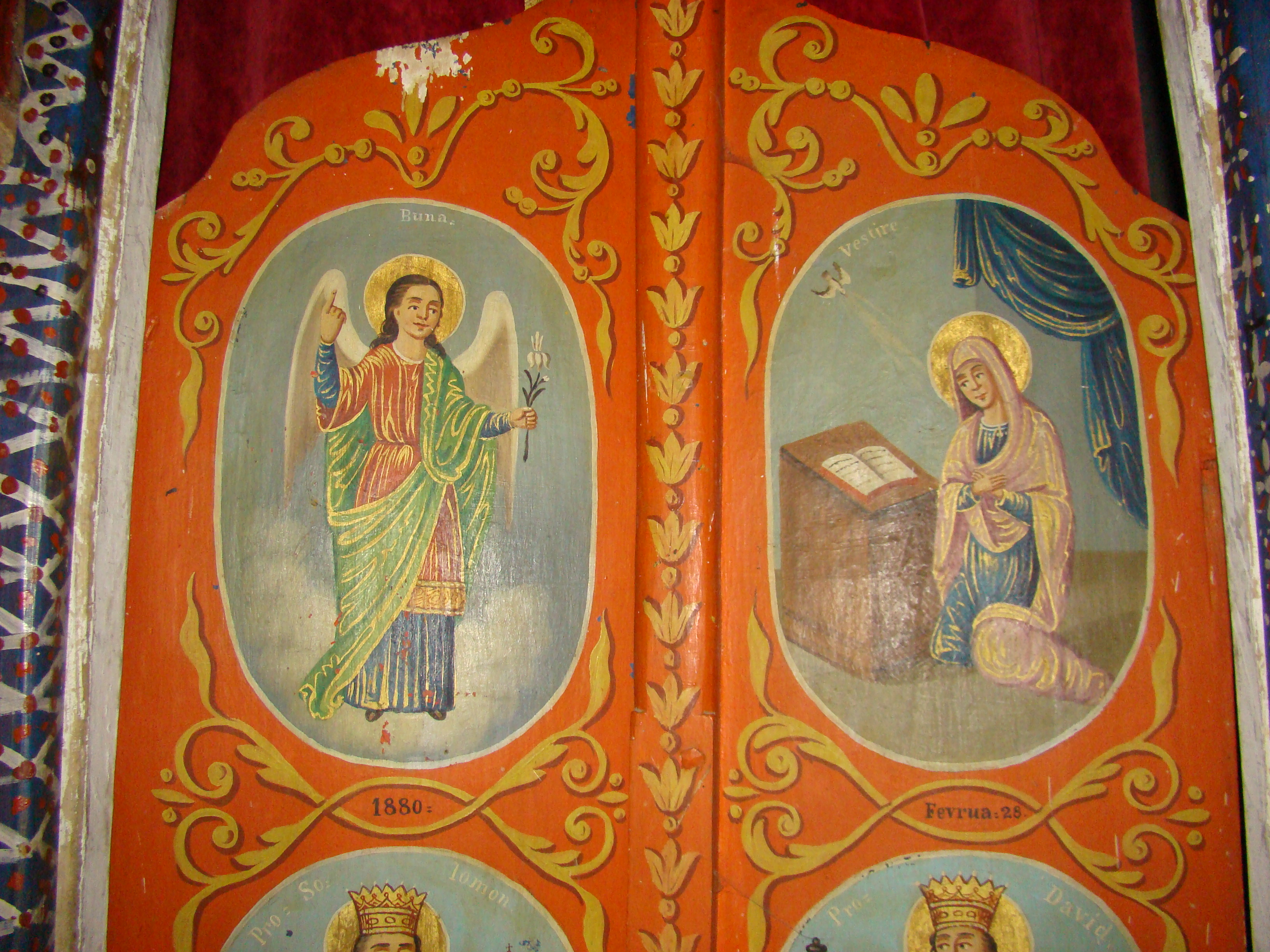
Uşile împărăteşti, detaliu „Buna Vestire”

Biserica de lemn din Ponoarele, comuna Ponoarele, județul Mehedinți, a fost construită în 1766 . Are hramul „Sfântul Nicolae”. Biserica se află pe noua listă a monumentelor istorice sub codul LMI:  MH-II-m-B-10379.

## Istoric și trăsături
Biserica a fost ridicată și sfințită în anul 1851 pe ruinele altei biserici. Se spune că prima biserică a fost ridicată de călugărul Nicodim. După Catagrafia din 1840 biserica a fost ridicată în 1695 de Pârvu Buce, Radu Răduică, Ilaș Curuiuc și Miloș Crăciunescu. După Radu Crețeanu, conform inscripției săpate pe tocul ușii de la intrare: „luna lui aprilie, 22 leat 7274” anul construcției este 1763. O altă dată, inscripționată pe ușile împărătești, este „1880, Fevrua. 28”. Biserica cunoaște în existența ei mai multe refaceri radicale, adică reconstrucții din temelii, ceea ce explică controversele legate de anul construirii ei.
Biserica este contruită din lemn de stejar, tip navă cu turla clopotniță. Pridvorul este sprijinit pe stâlpi de lemn legați între ei în arce frânte. Pe fațadă se află icoana de hram. Cea mai veche icoană din biserică se află în pronaos și îl reprezintă pe Sfântul Ioan Botezătorul ținând în mână o cupă și sub ea un papirus pe care este scris: „pocăiți-vă că s-a apropiat înperăția ceriuriloru”. Este singura icoană din secolul al XVIII-lea ce se mai păstrează în Mehedinți, majoritatea fiind repictate.

## Imagini exterior

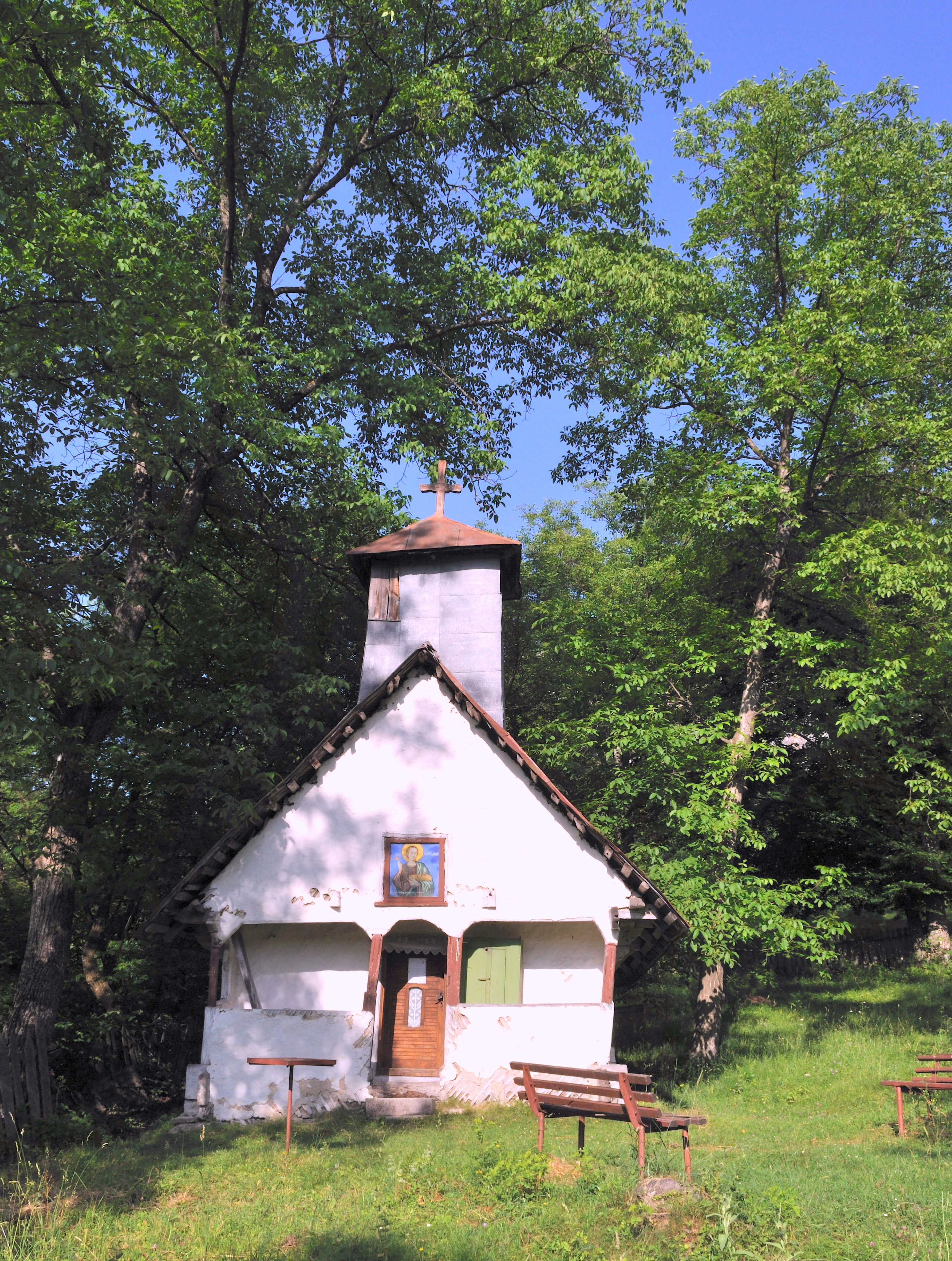
Biserica (vest)
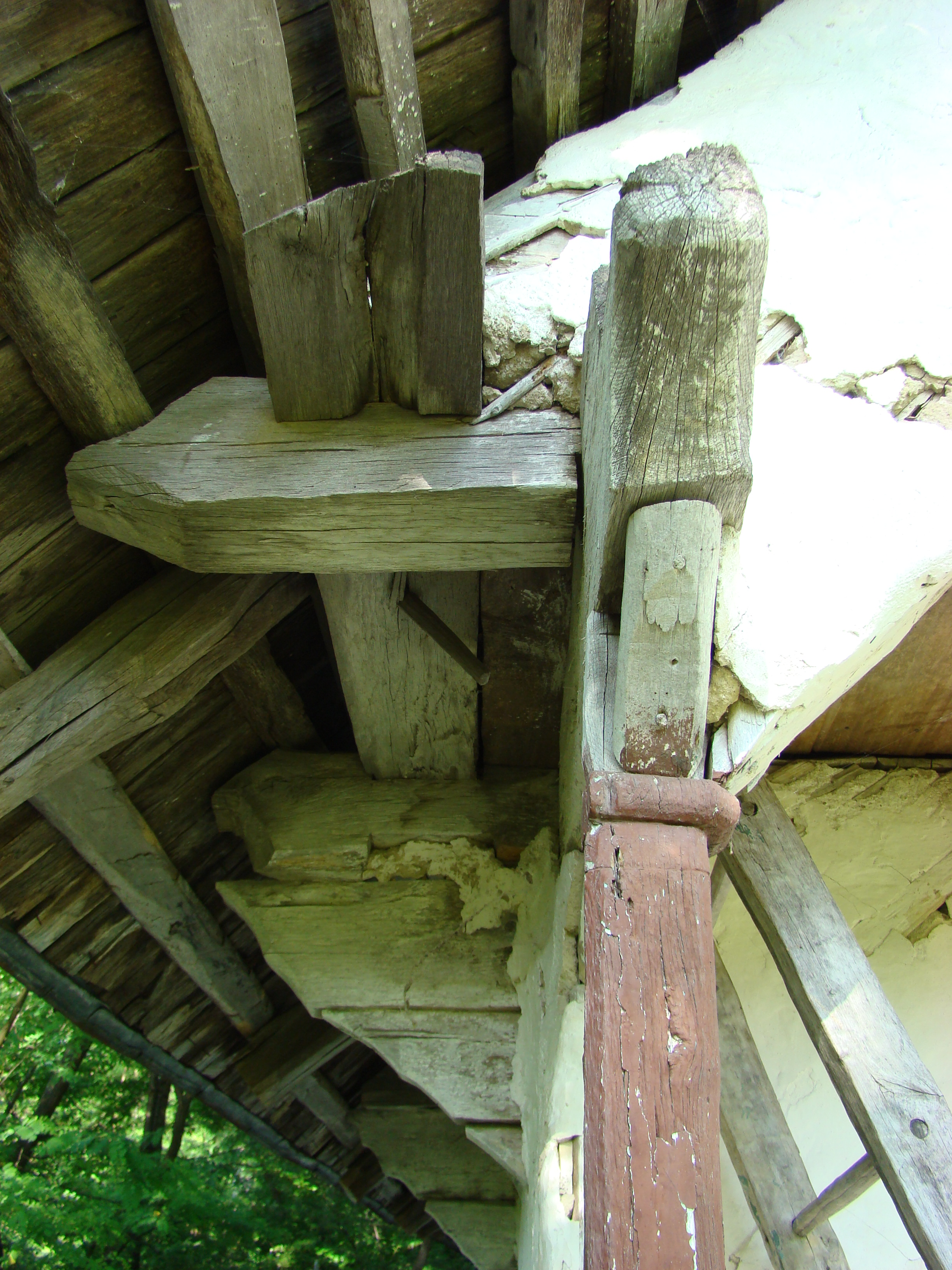
Îmbinare
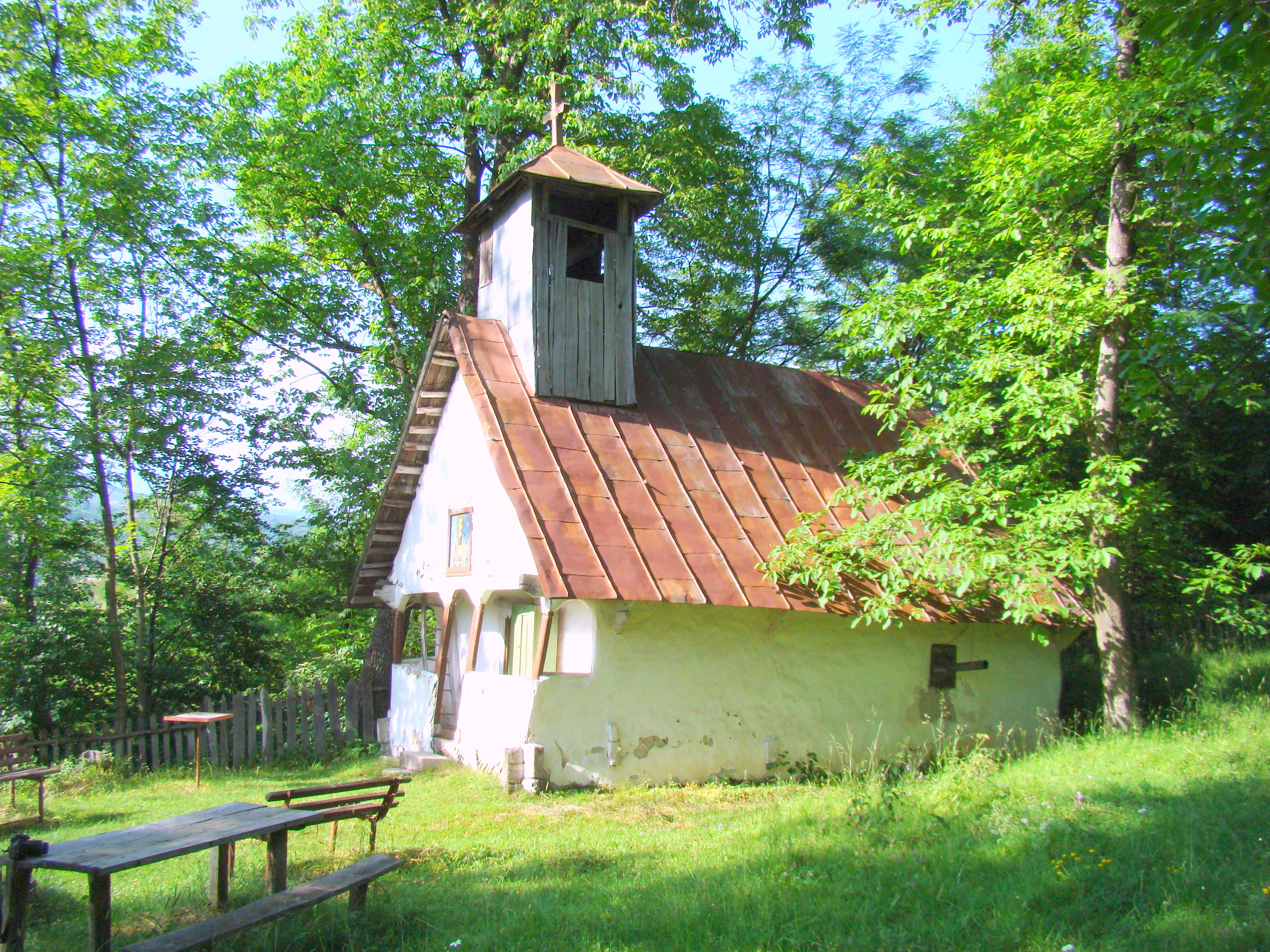
Biserica (sud-vest)
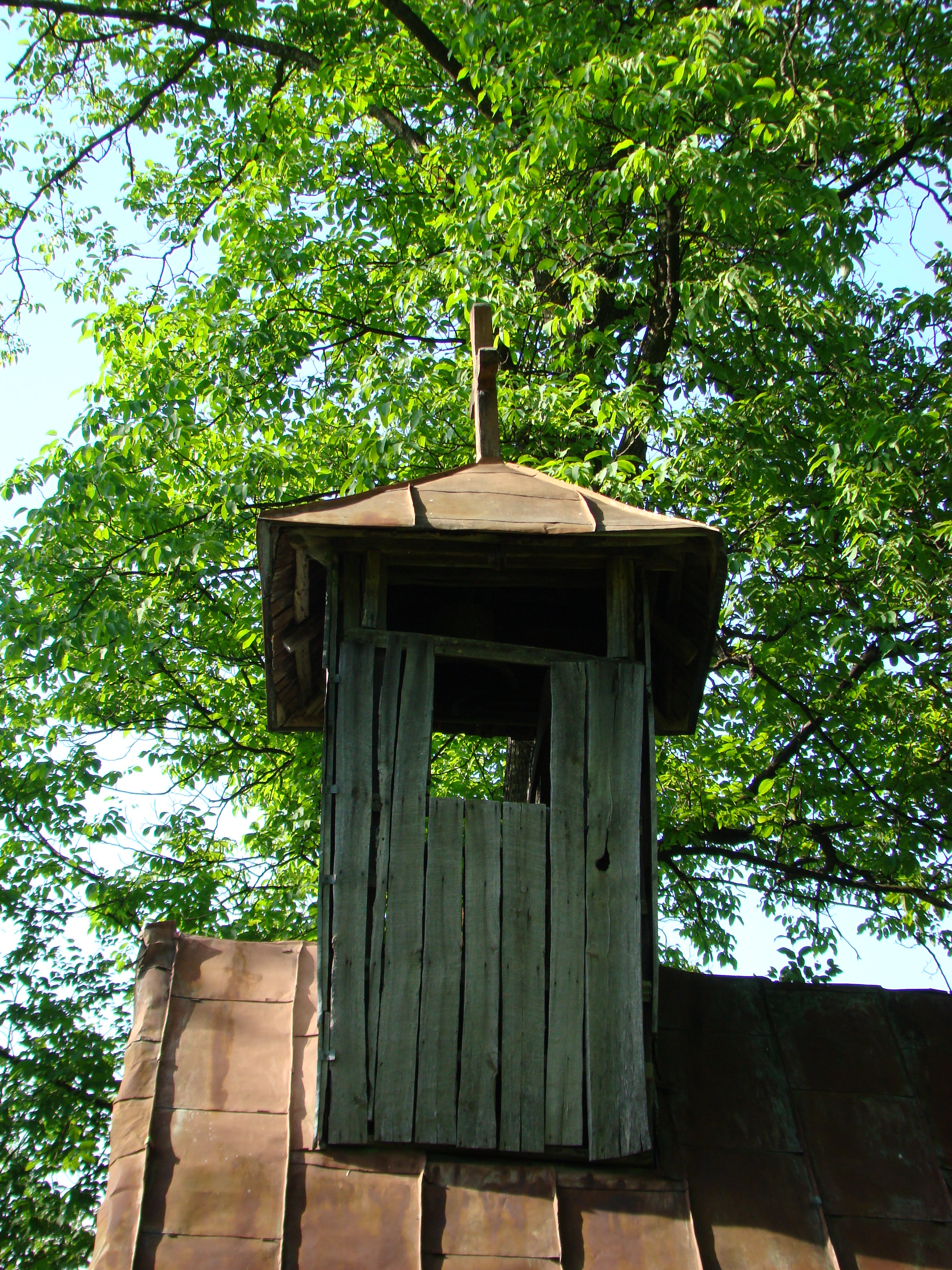
Turnul (sud)
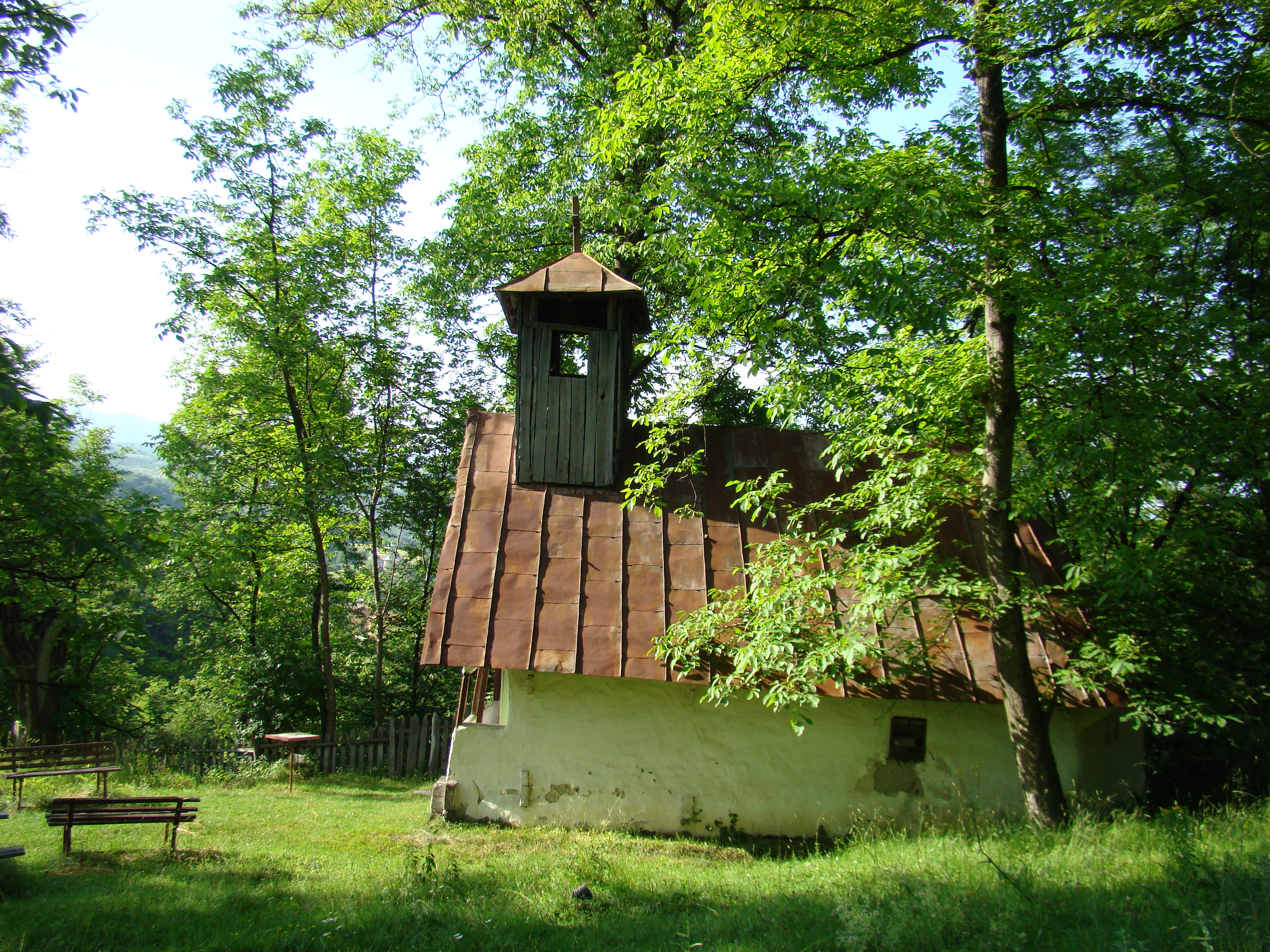
Biserica (sud)
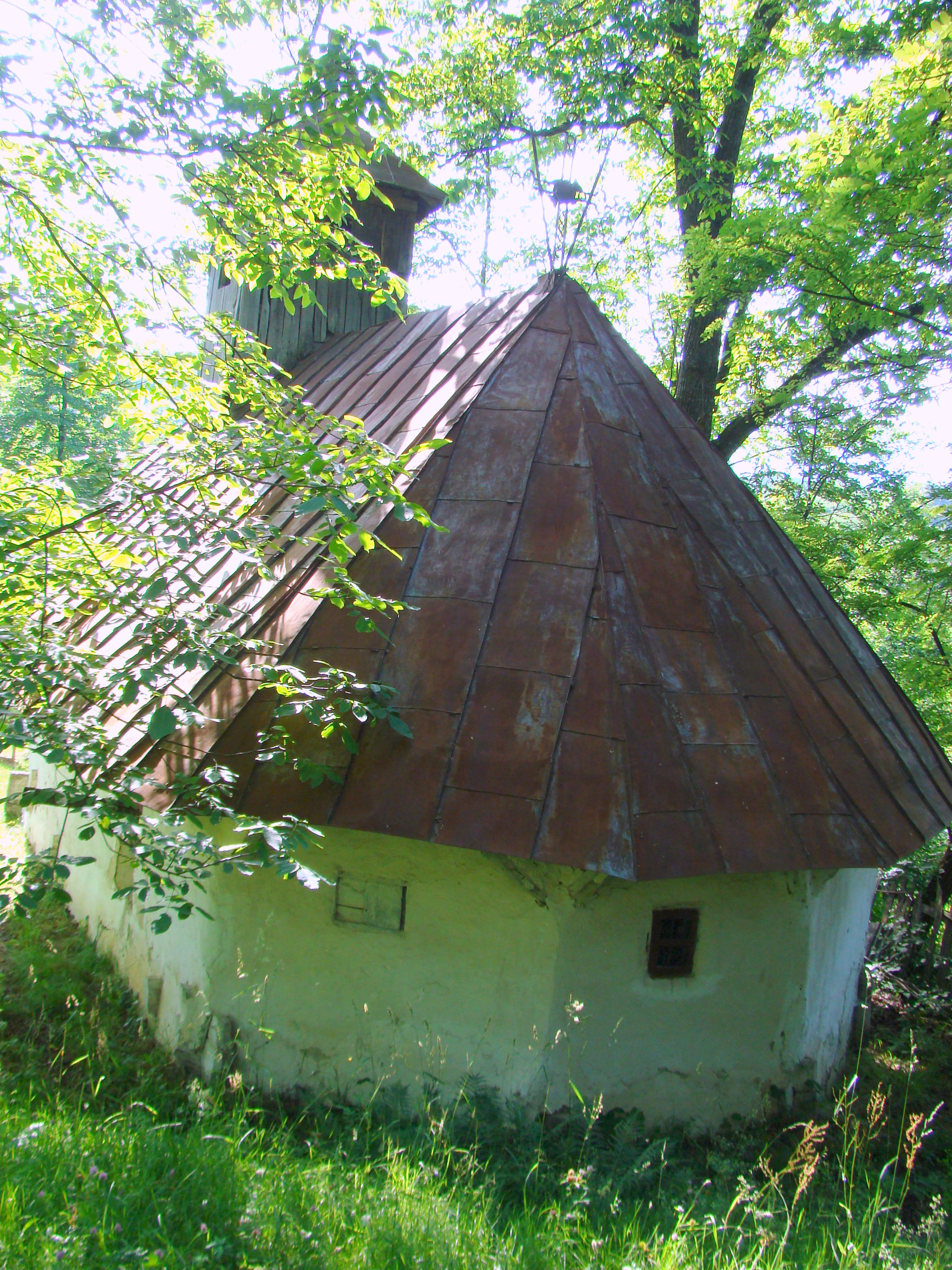
Biserica (est)
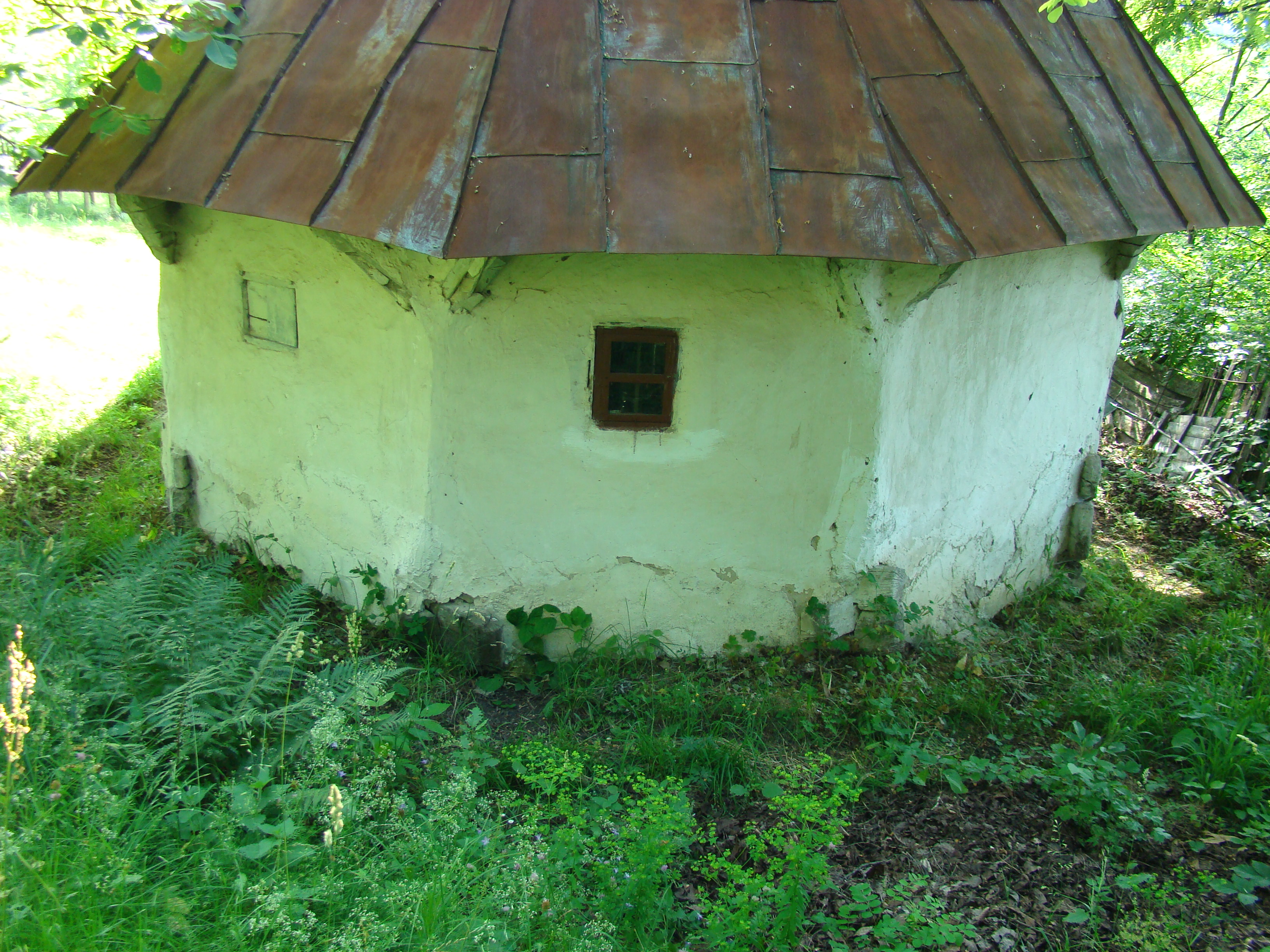
Absida altarului
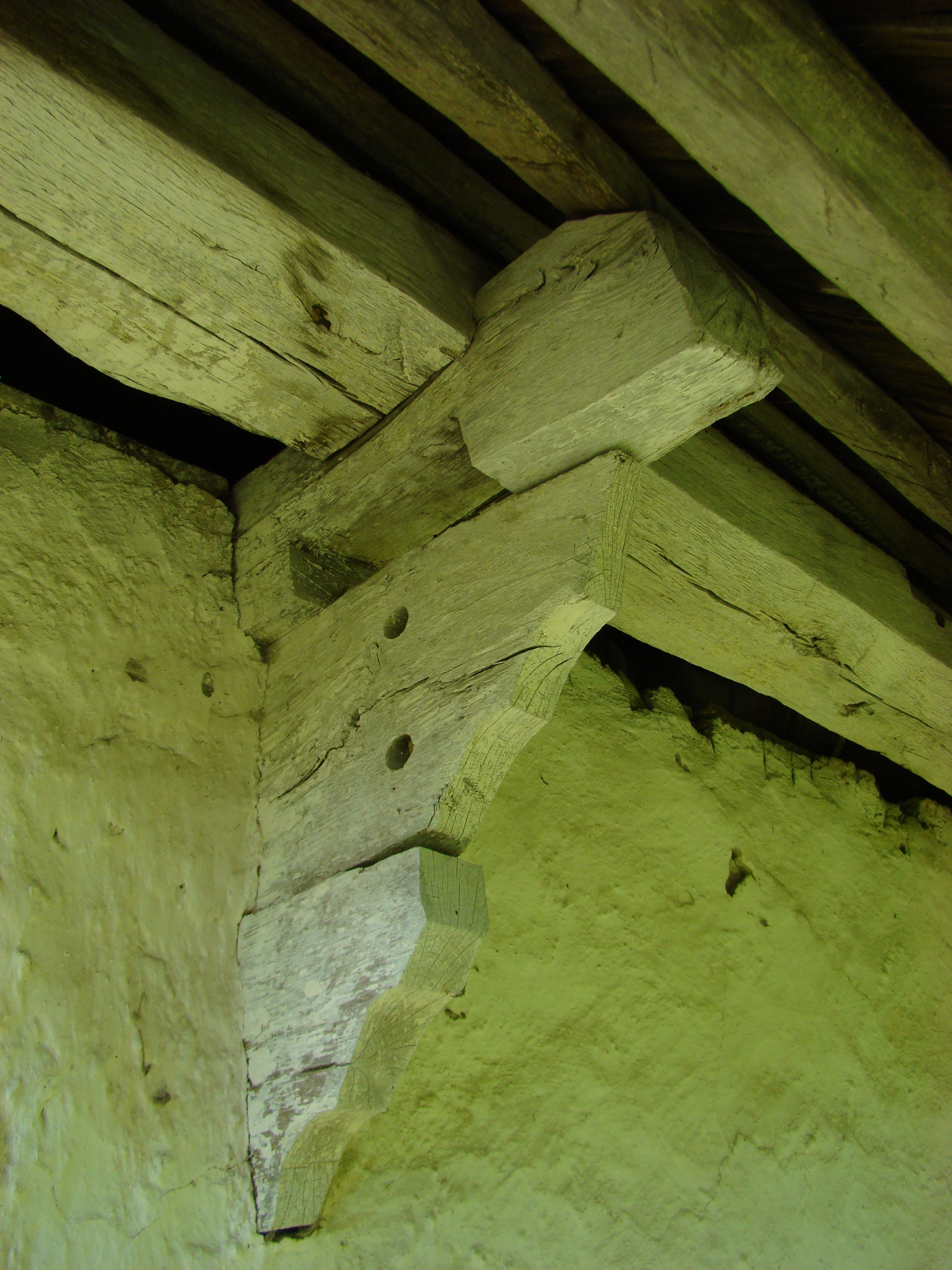
Consolă
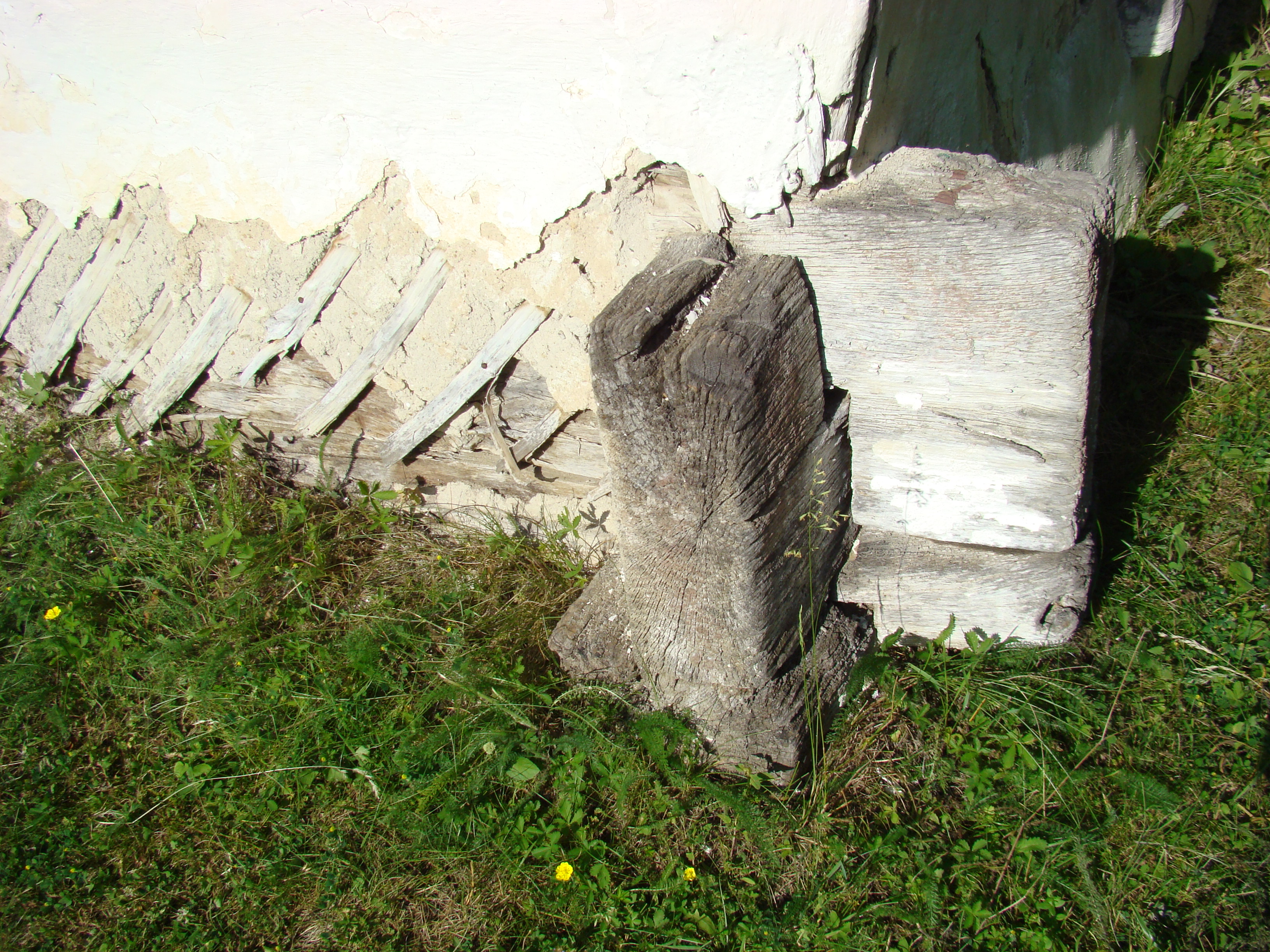
Talpa bisericii
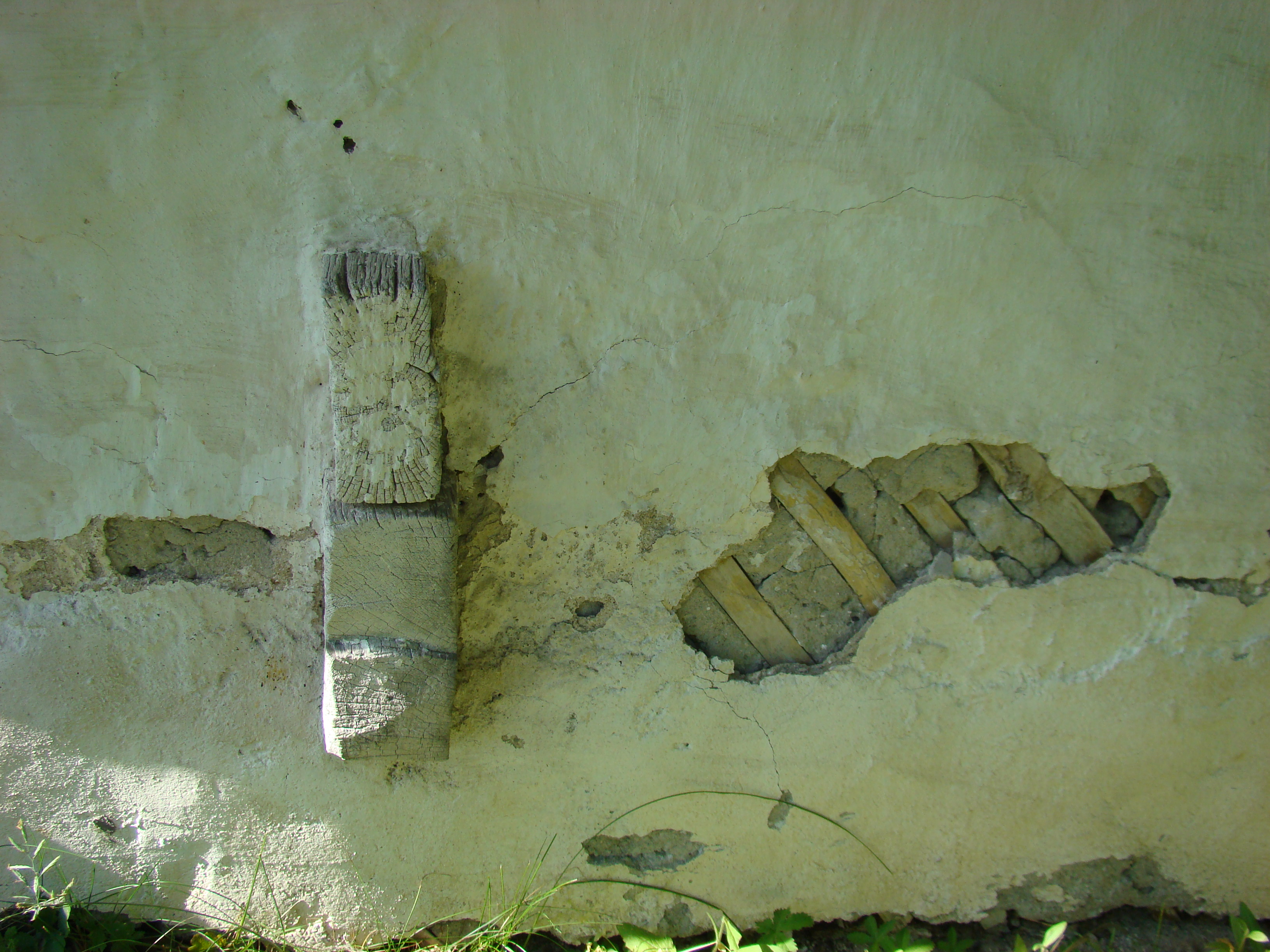
Lemn sub tencuială
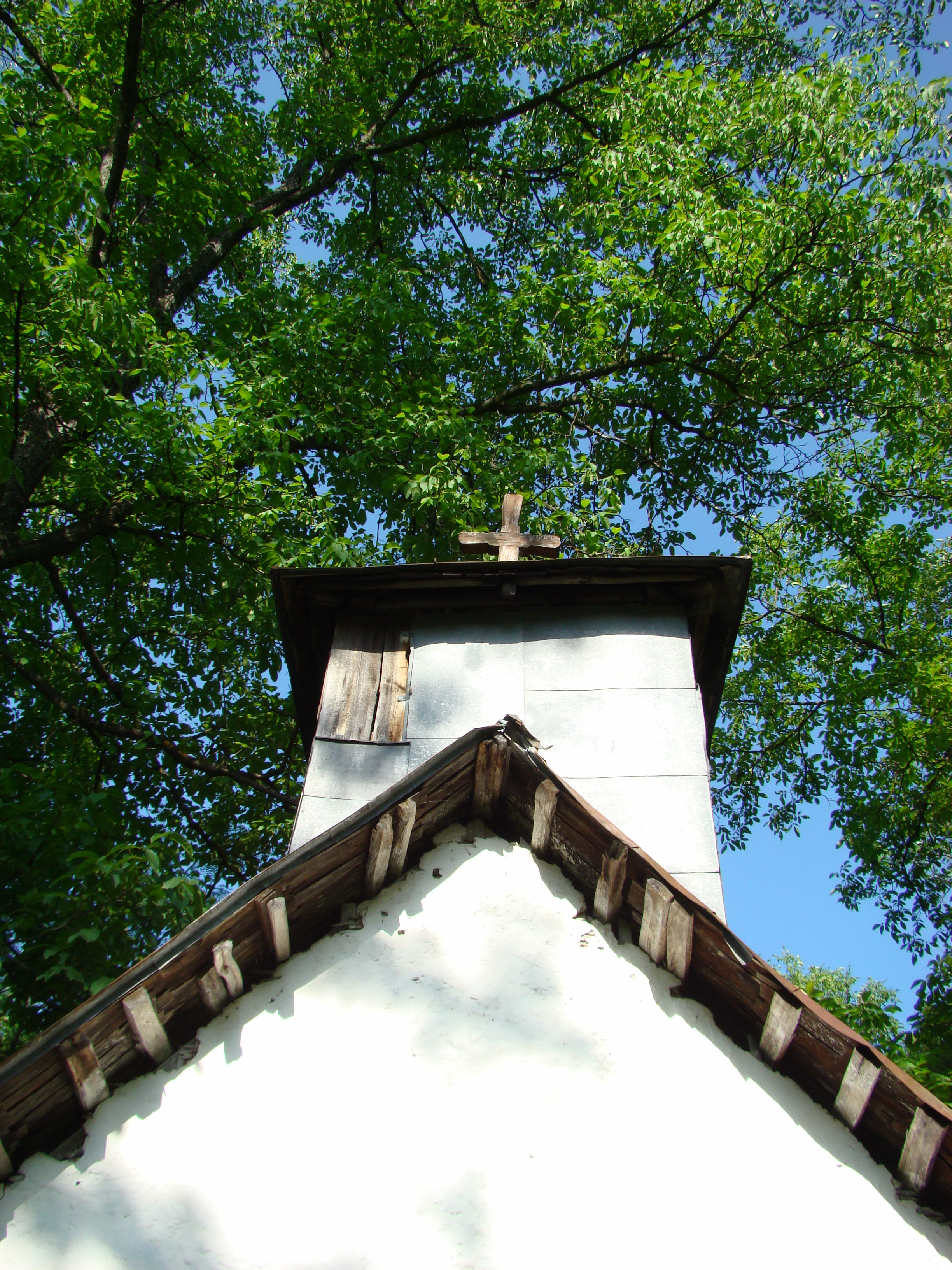
Turnul clopotniță
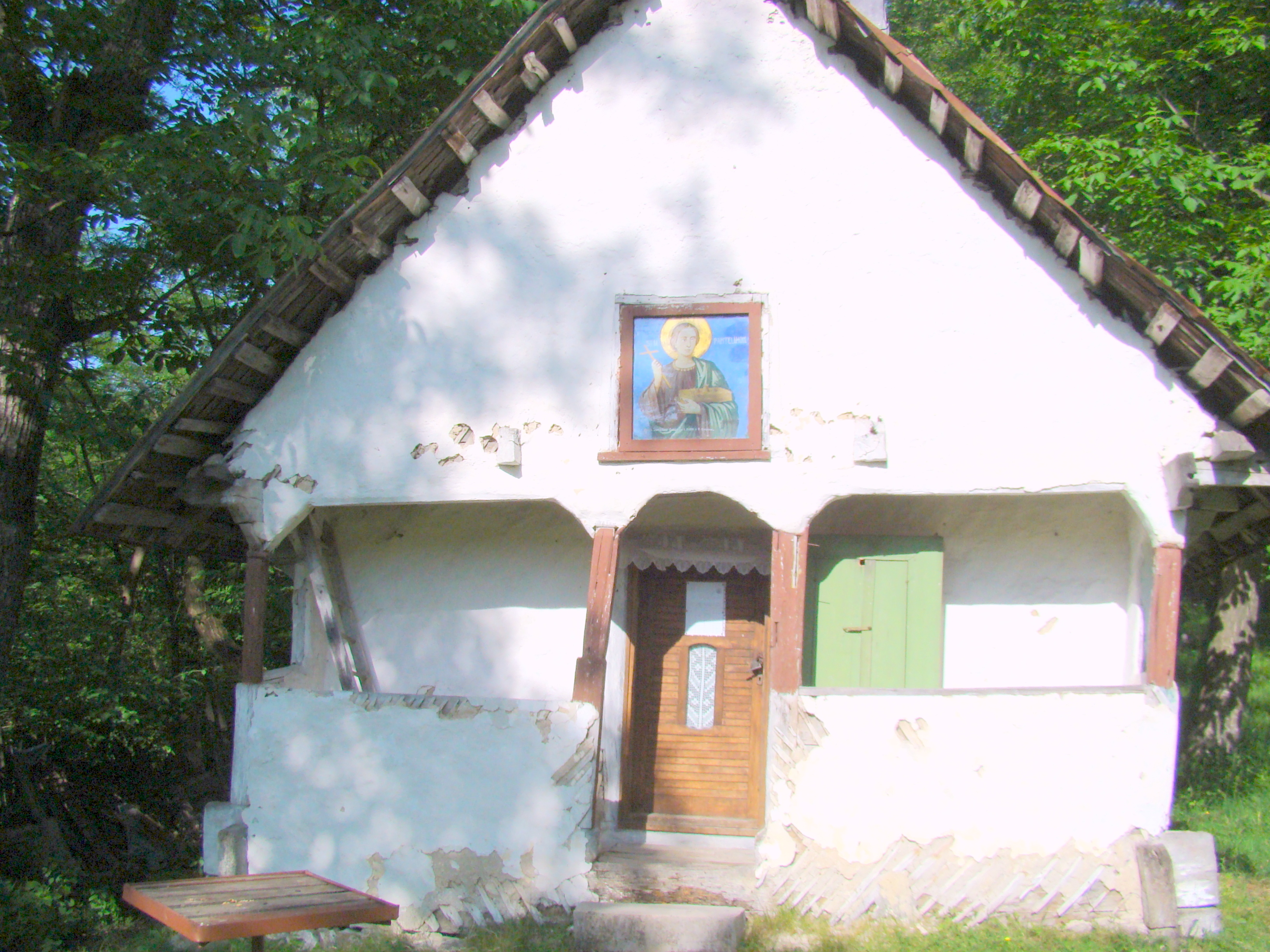
Pridvorul și icoana de hram
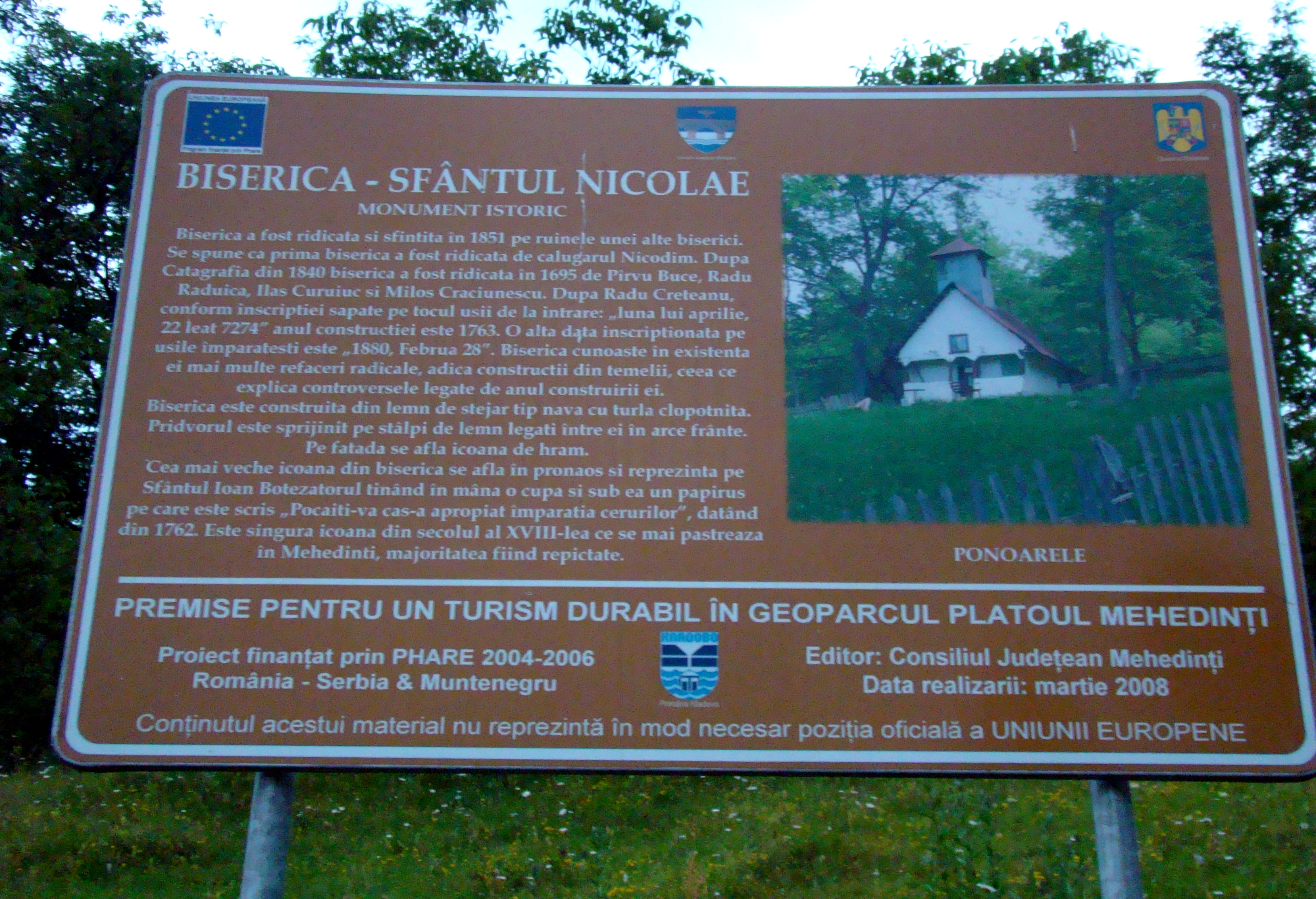
Panou informativ

## Imagini interior

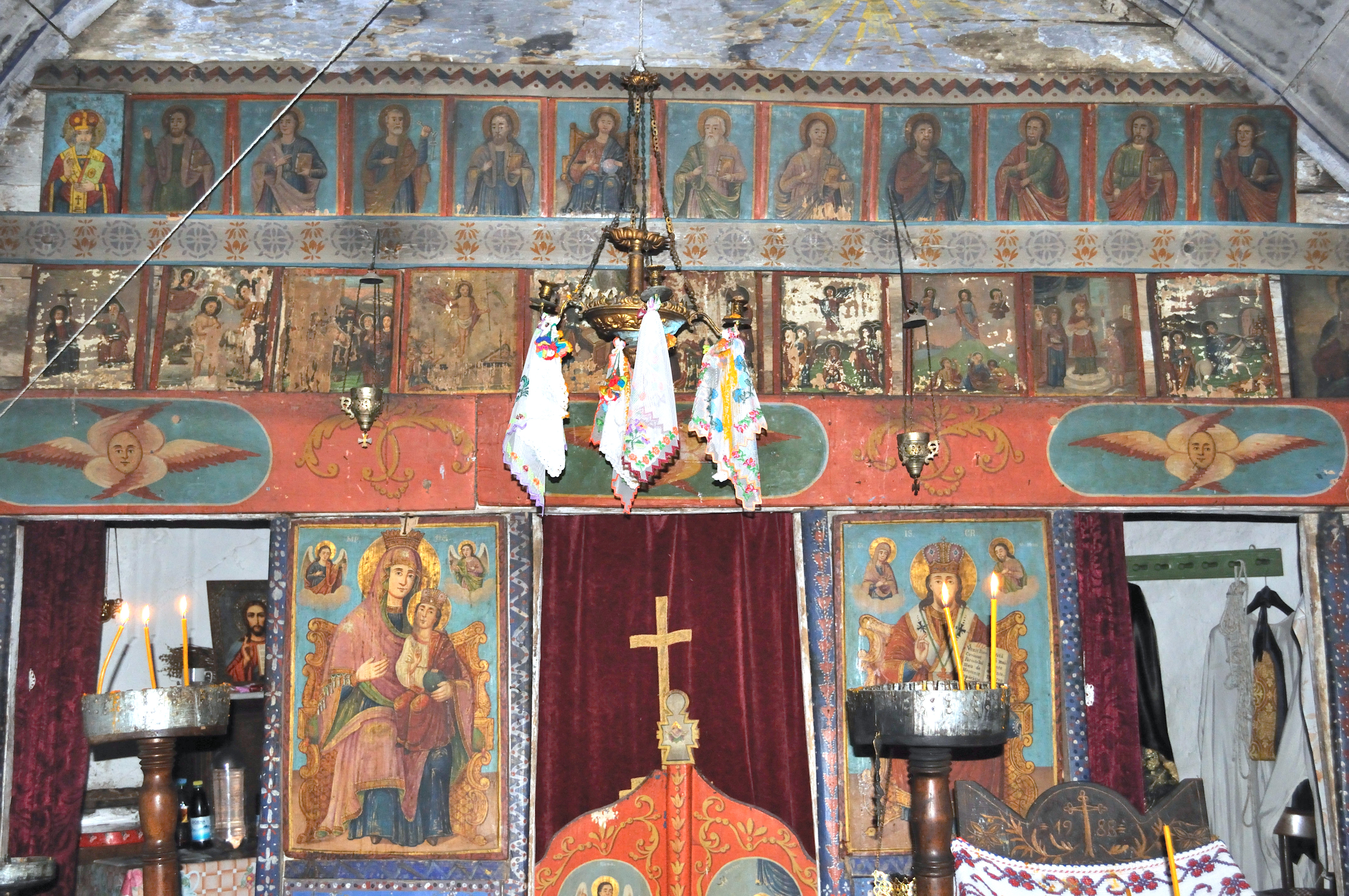
Iconostas, detaliu
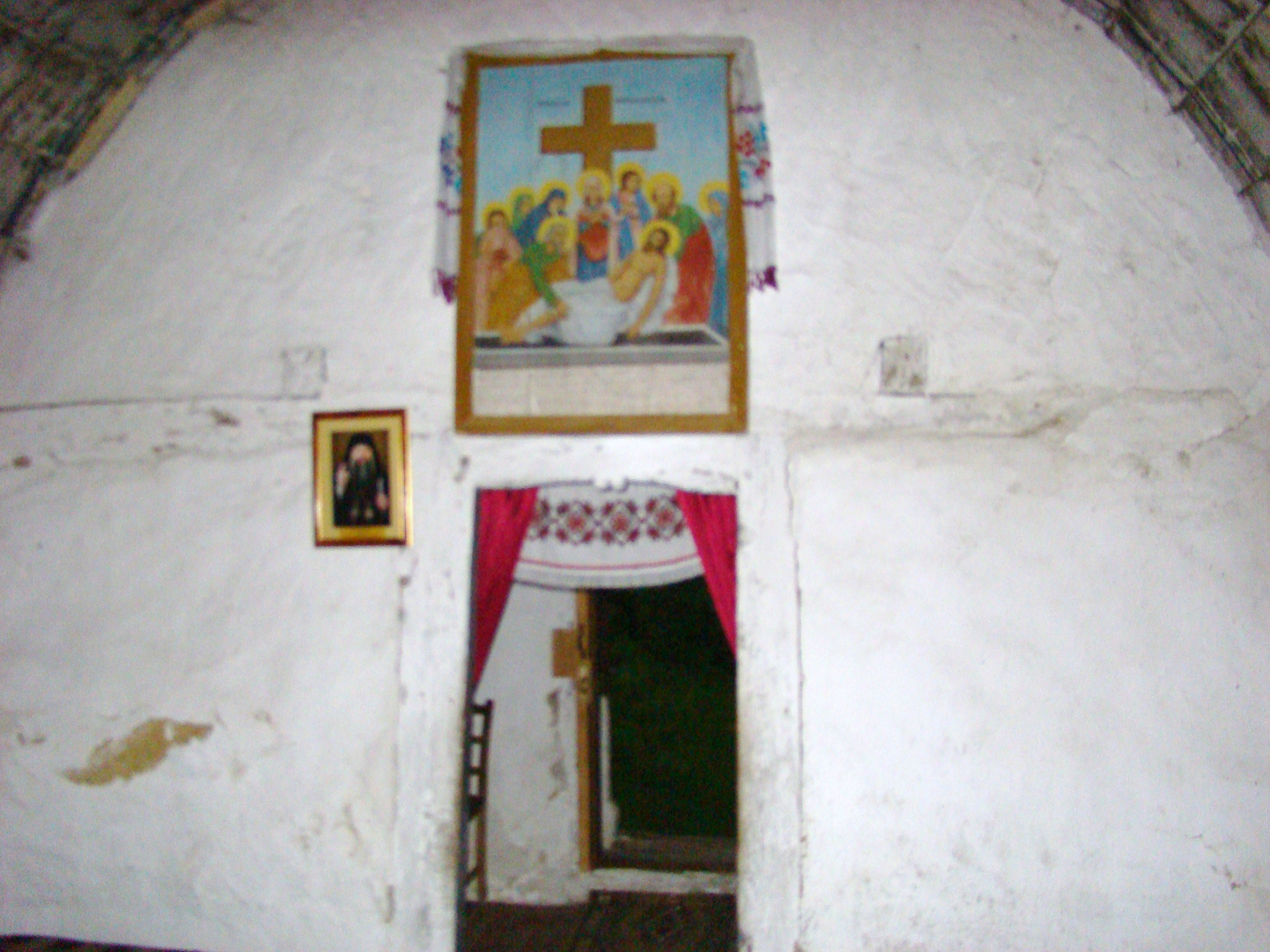
Peretele dintre naos și pronaos
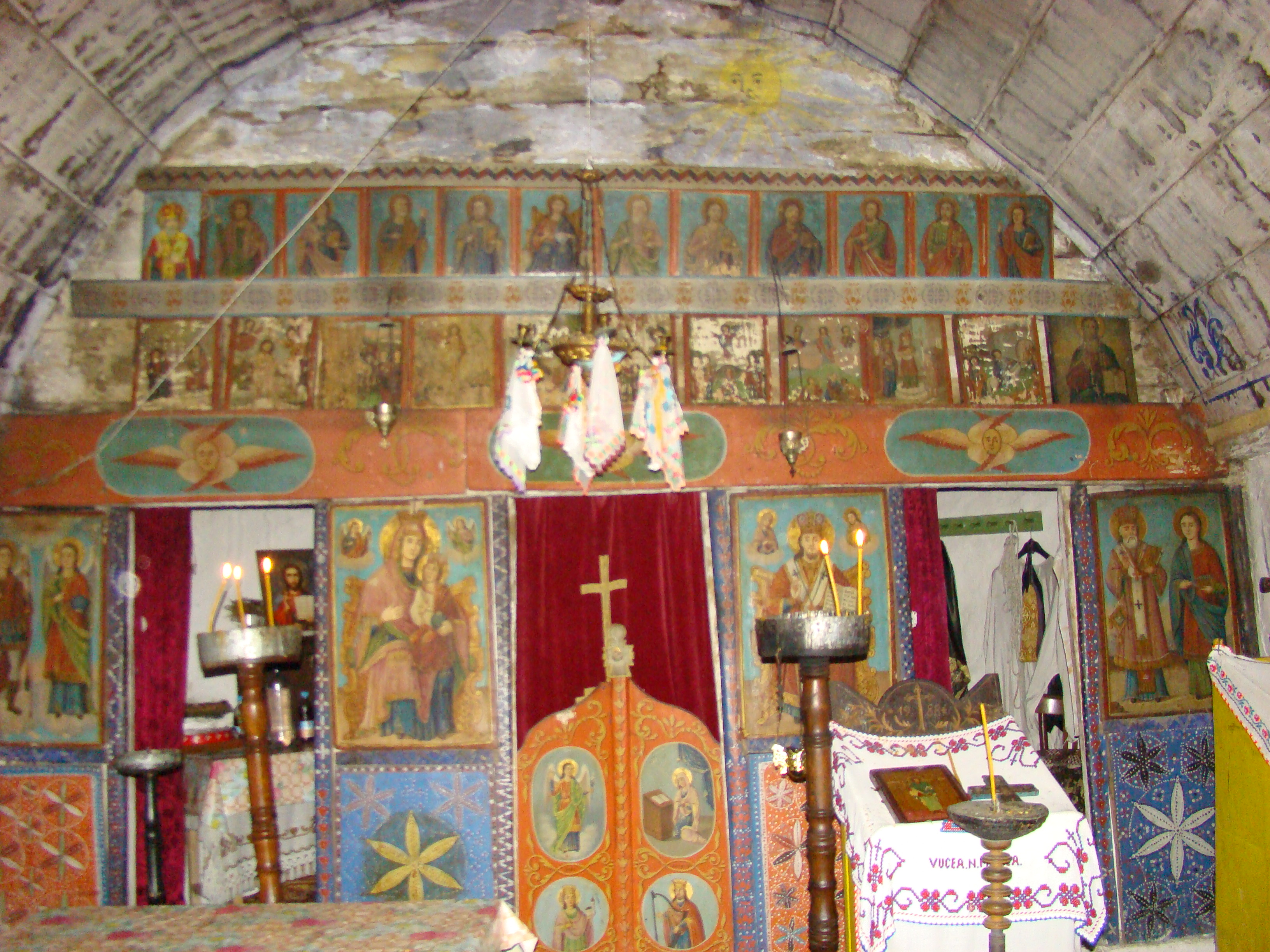
Iconostasul
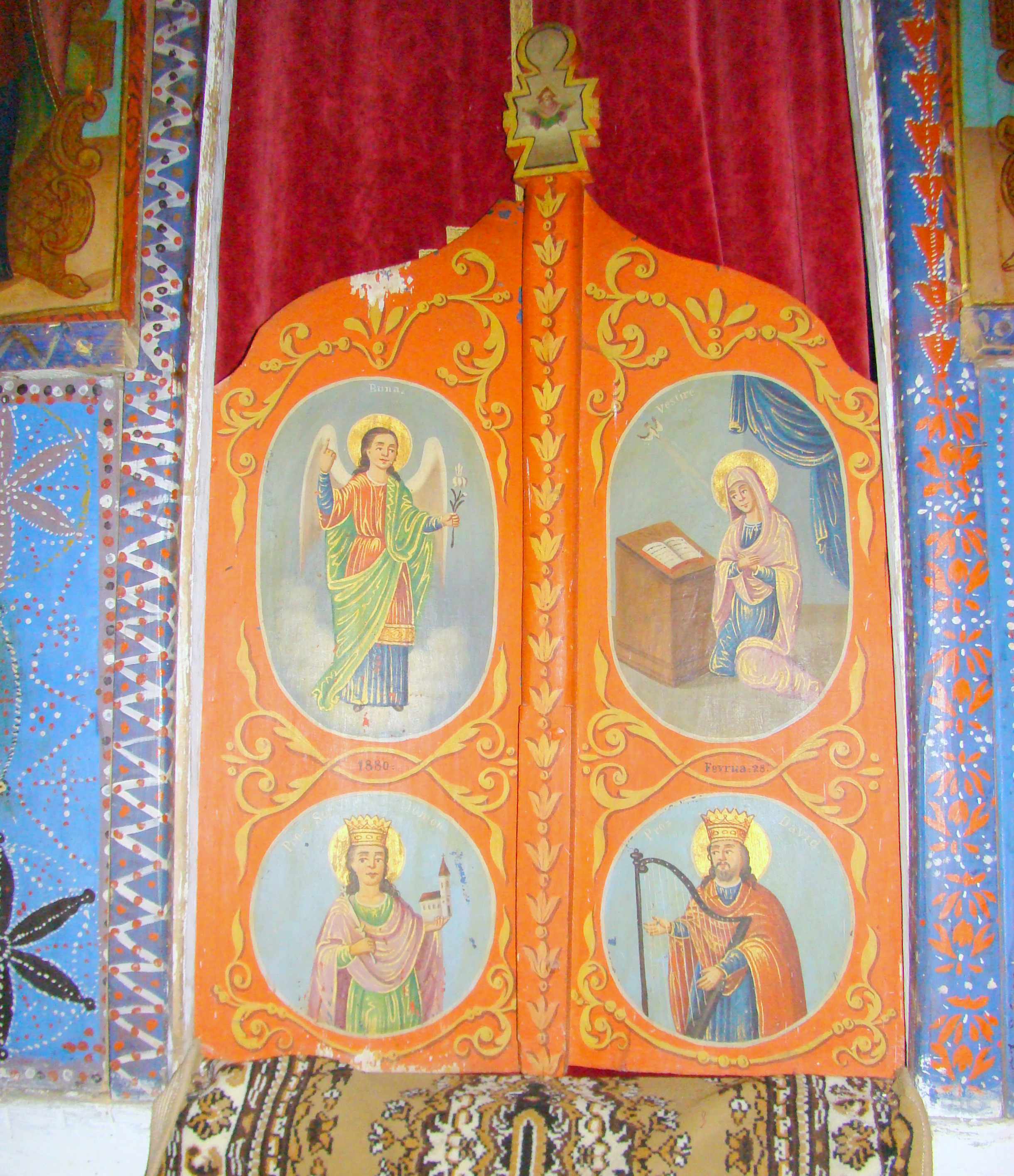
Ușile împărătești
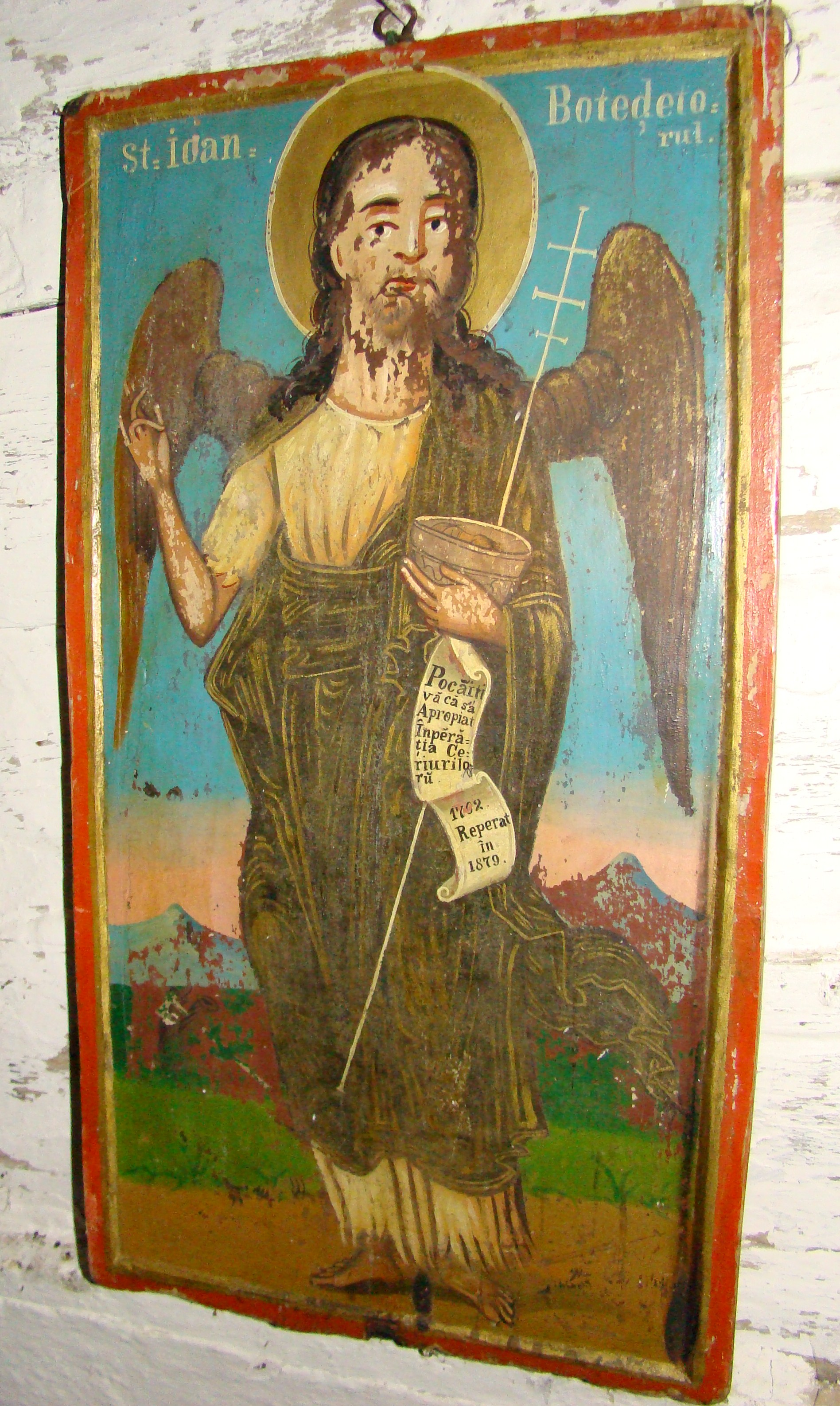
Icoană „Sfântul Ioan Botezătorul”
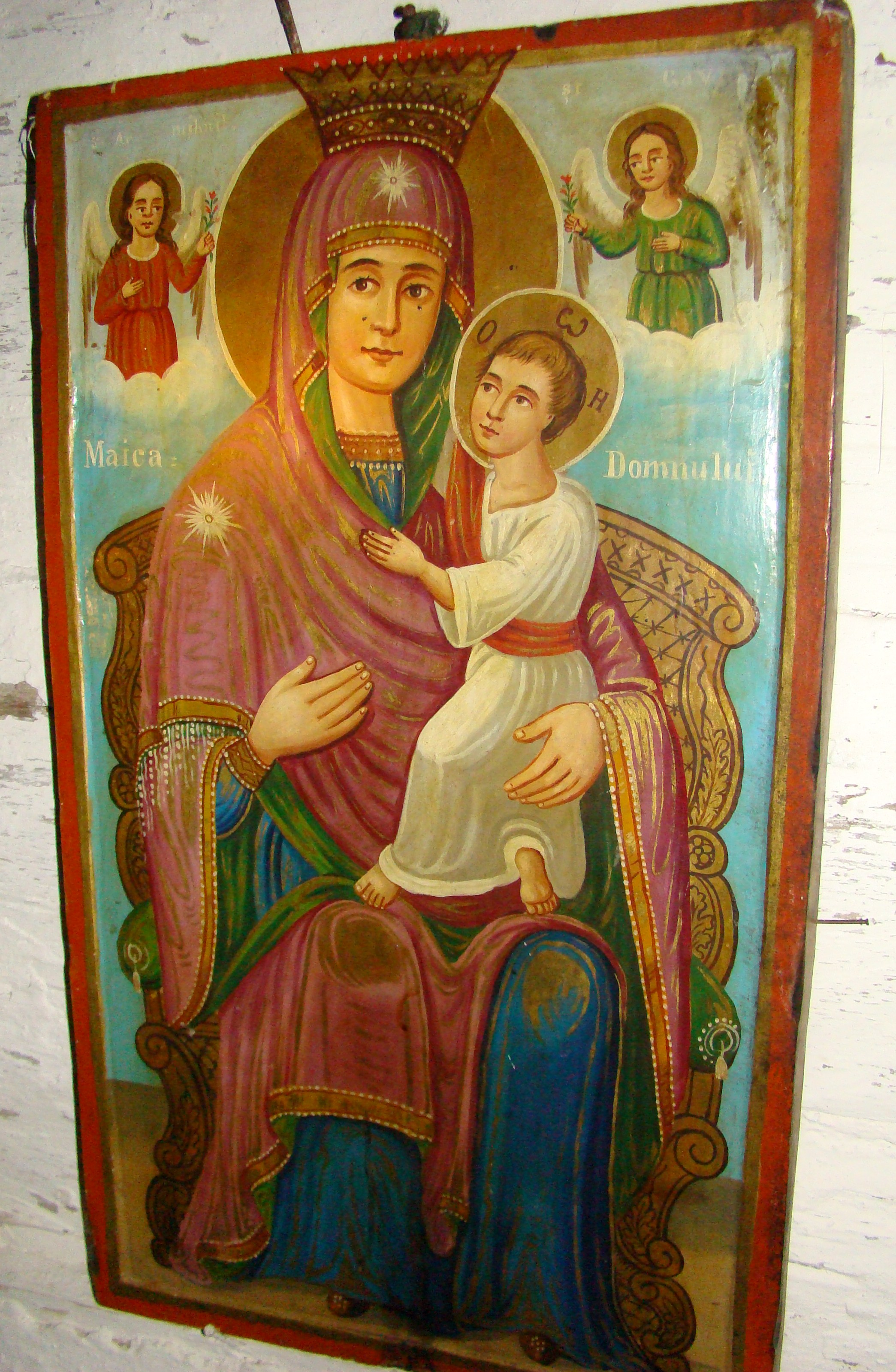
Icoană „Maica Domnului cu Pruncul”
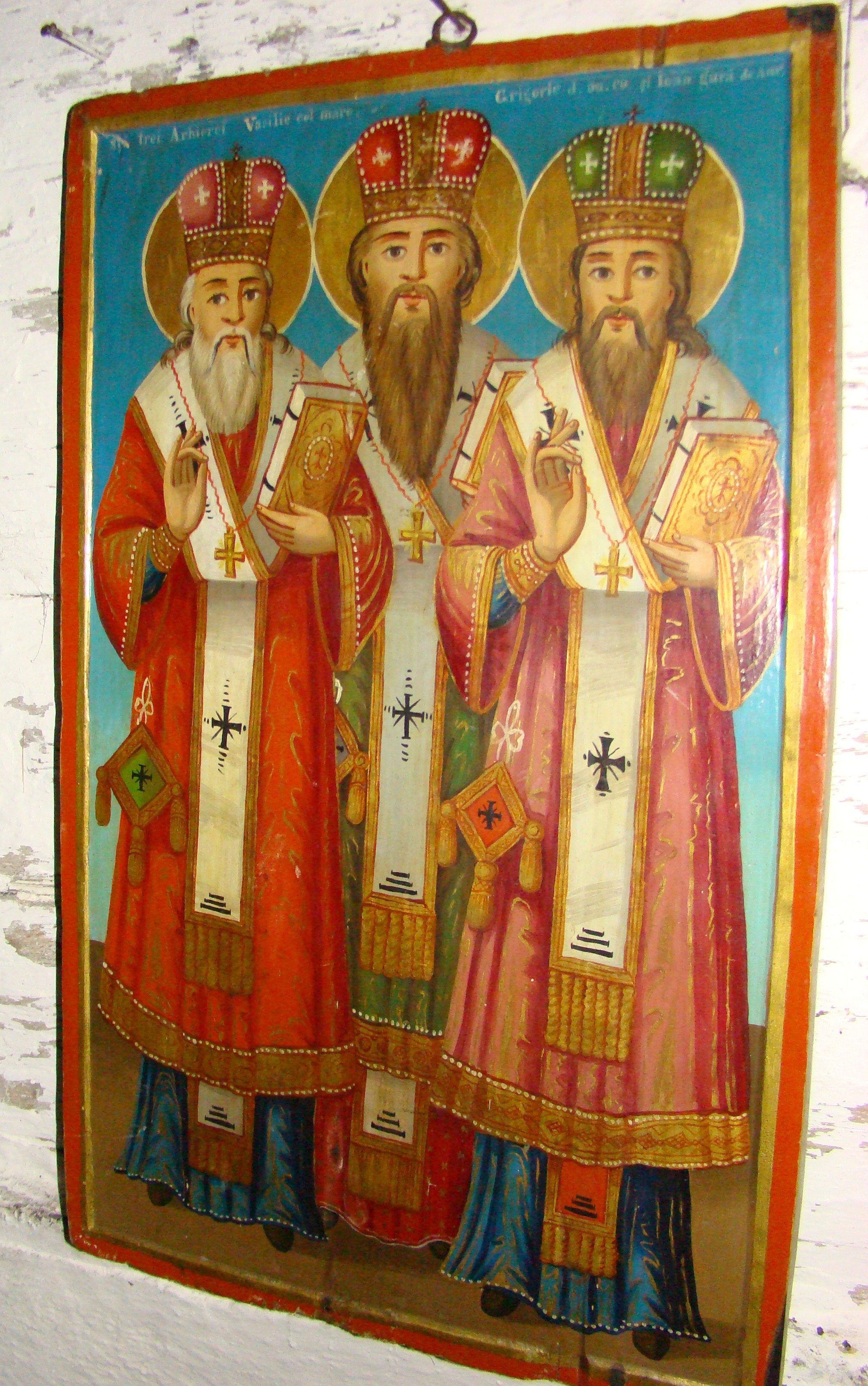
Icoană „Sfinții Trei Ierarhi”
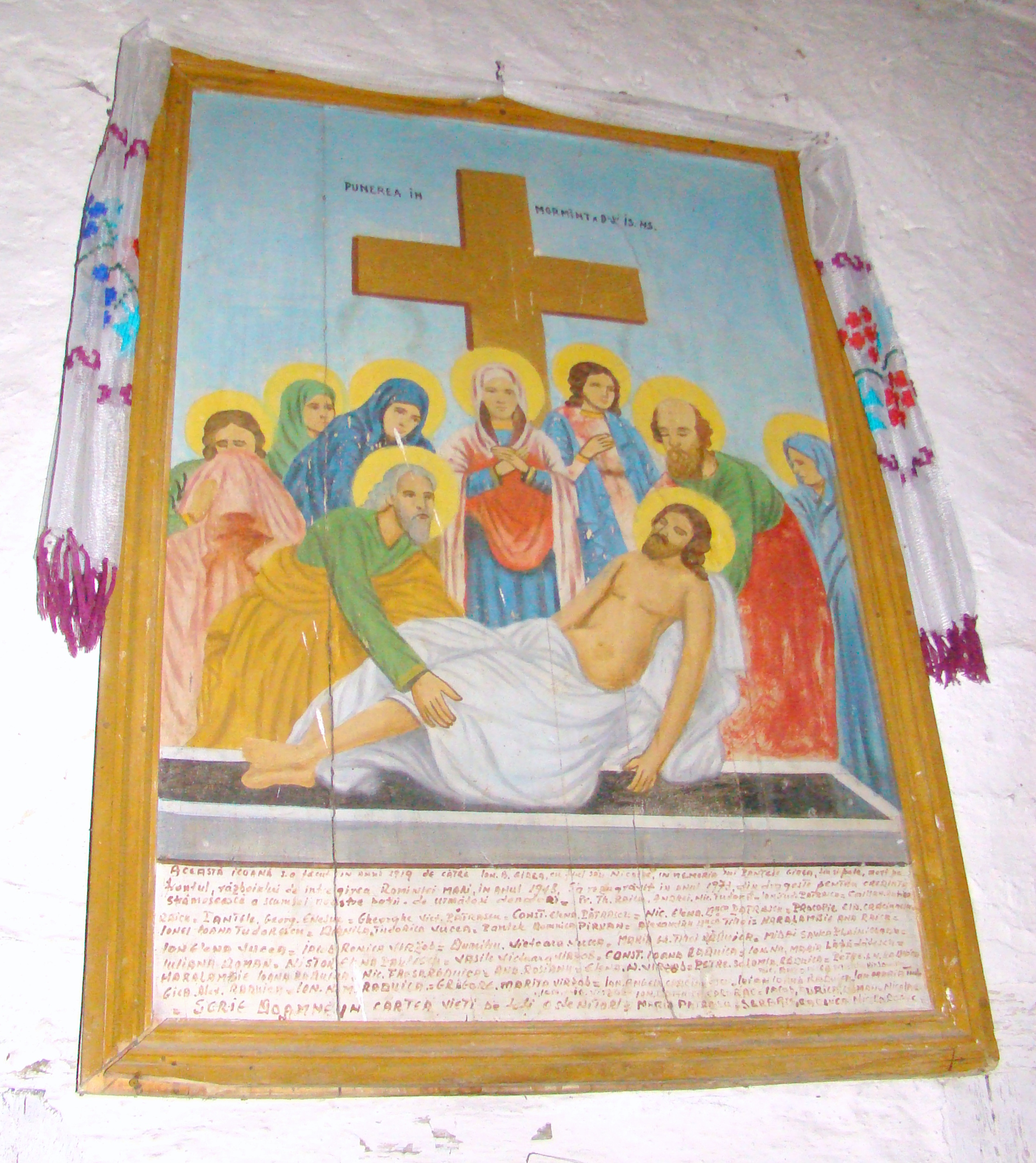
Punerea în mormânt a lui Iisus Hristos
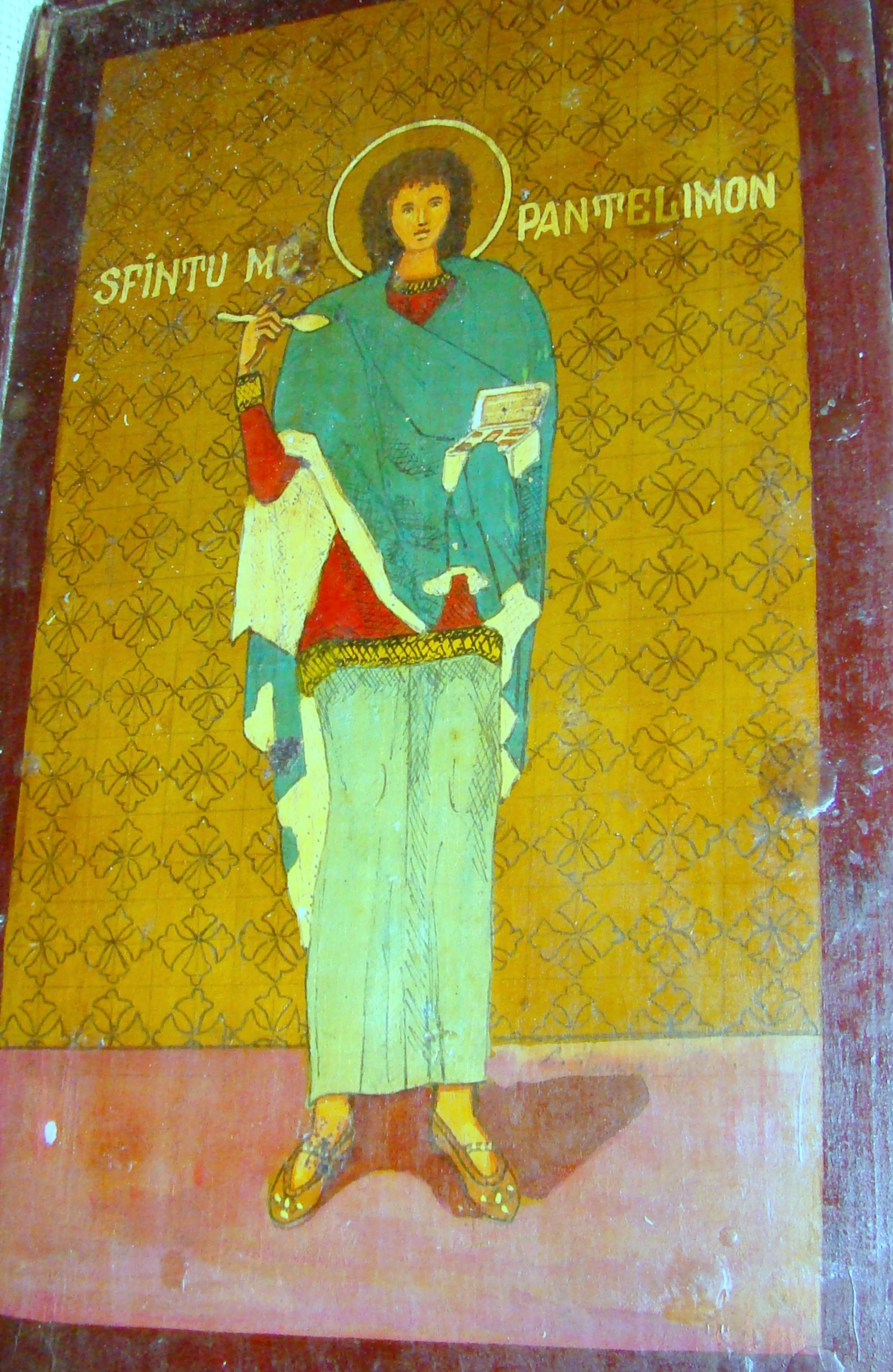
Sfântul Mare Mucenic Pantelimon
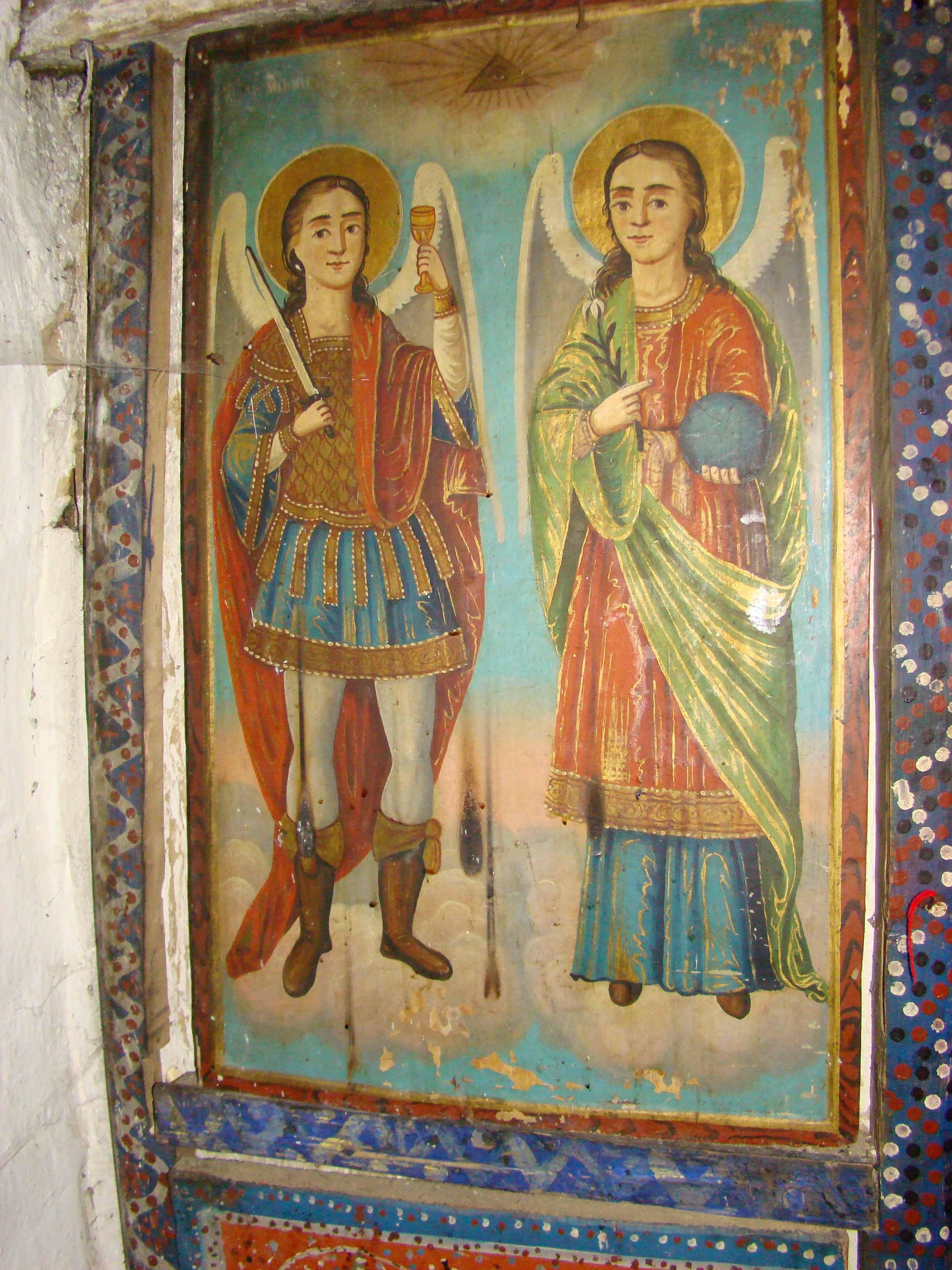
Icoană „Sfinții Arhangheli”
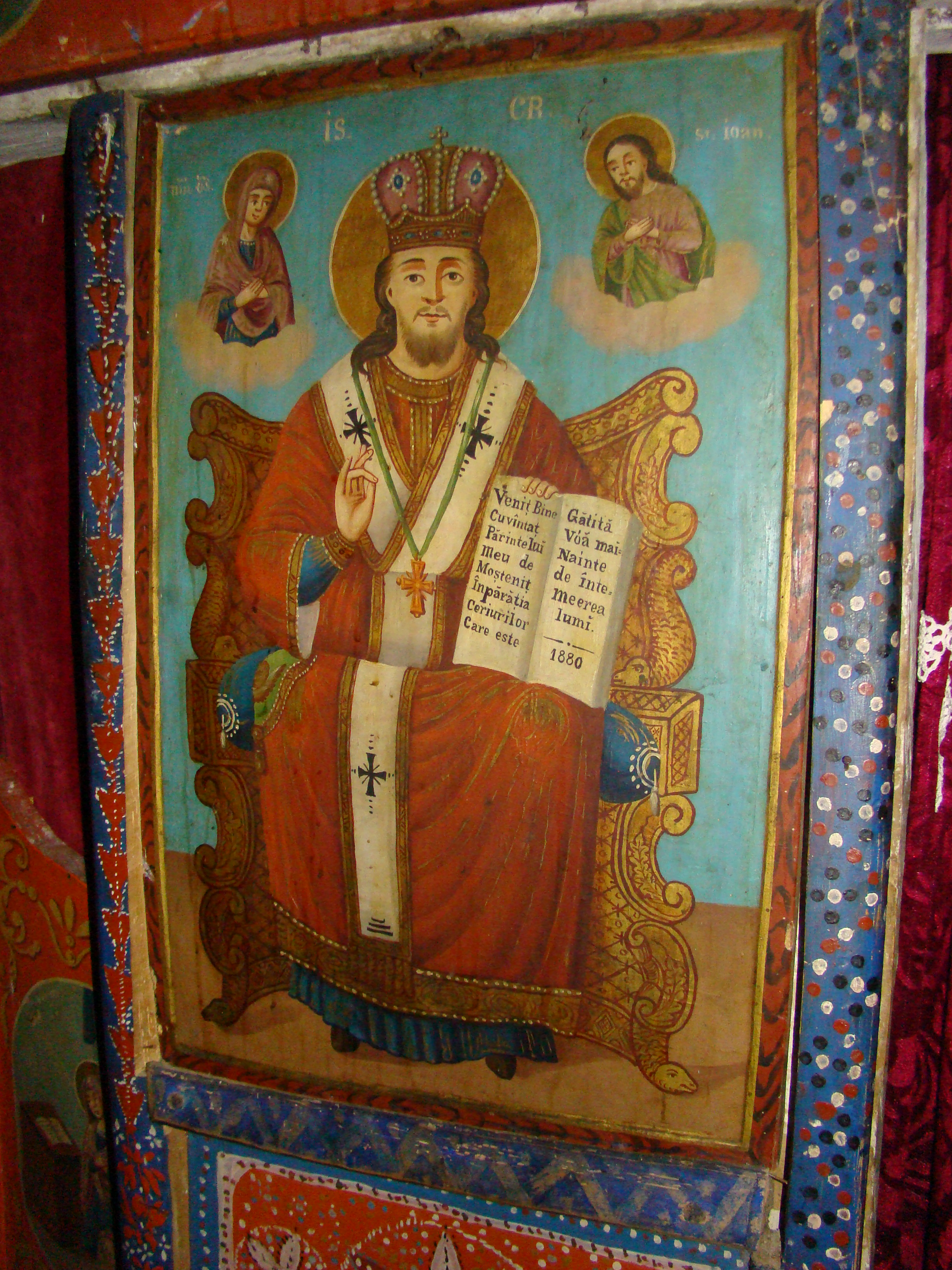
Icoană împărătească „Iisus binecuvântând”
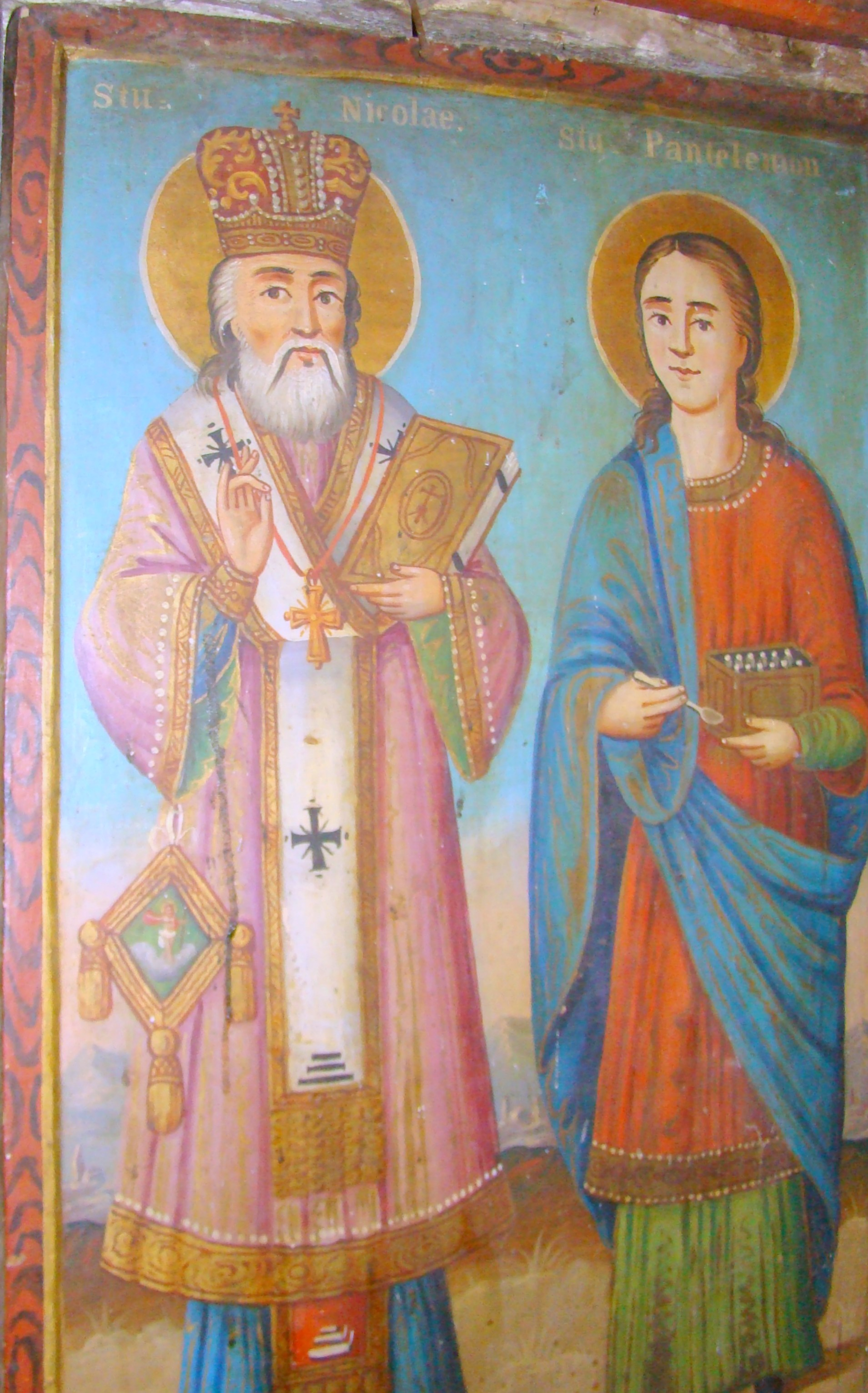
Icoană „Sfântul Ierarh Nicolae și Sfântul  Mare Mucenic și Tămăduitor Pantelimon”
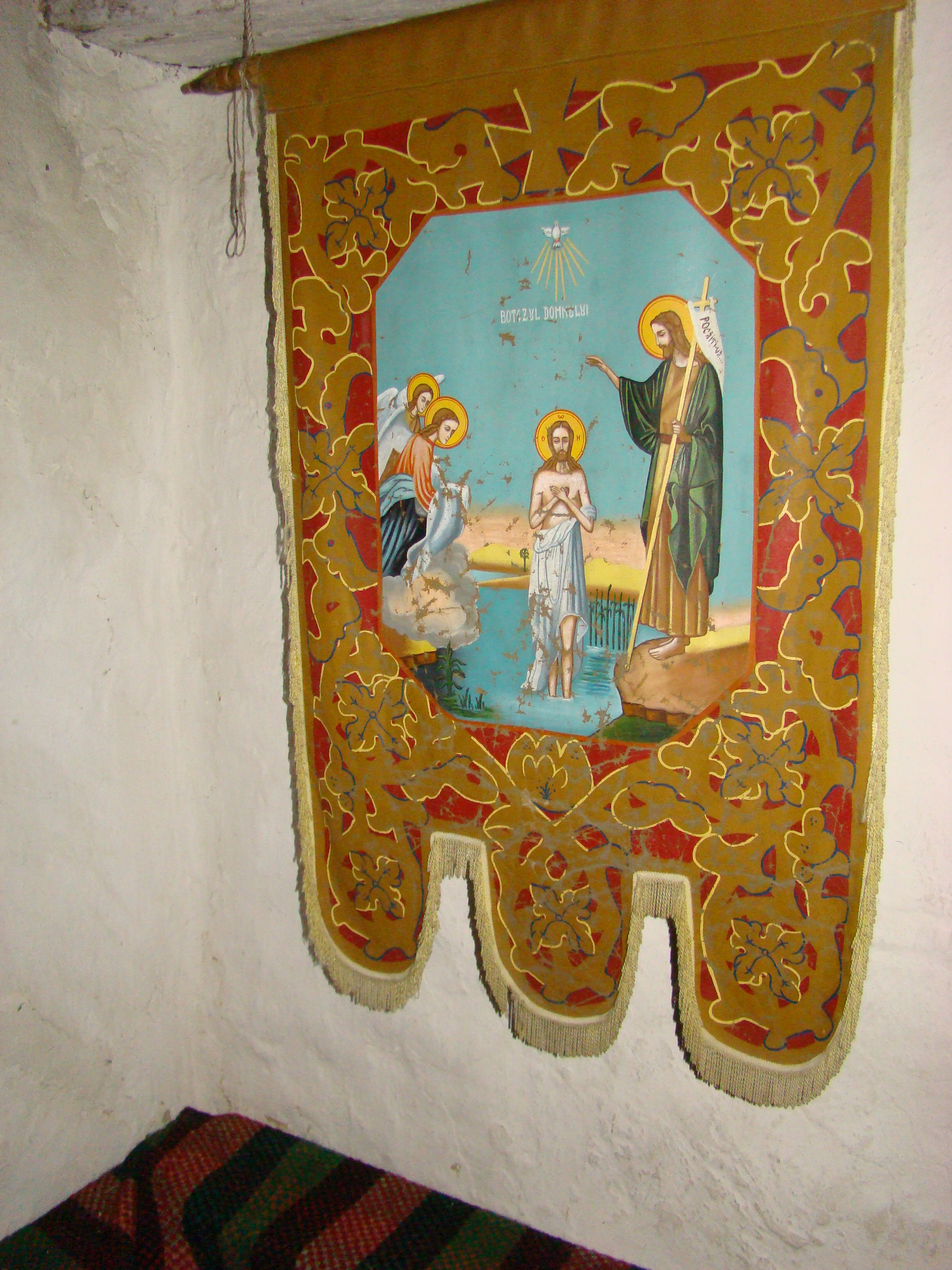
Prapur „Botezul Domnului”
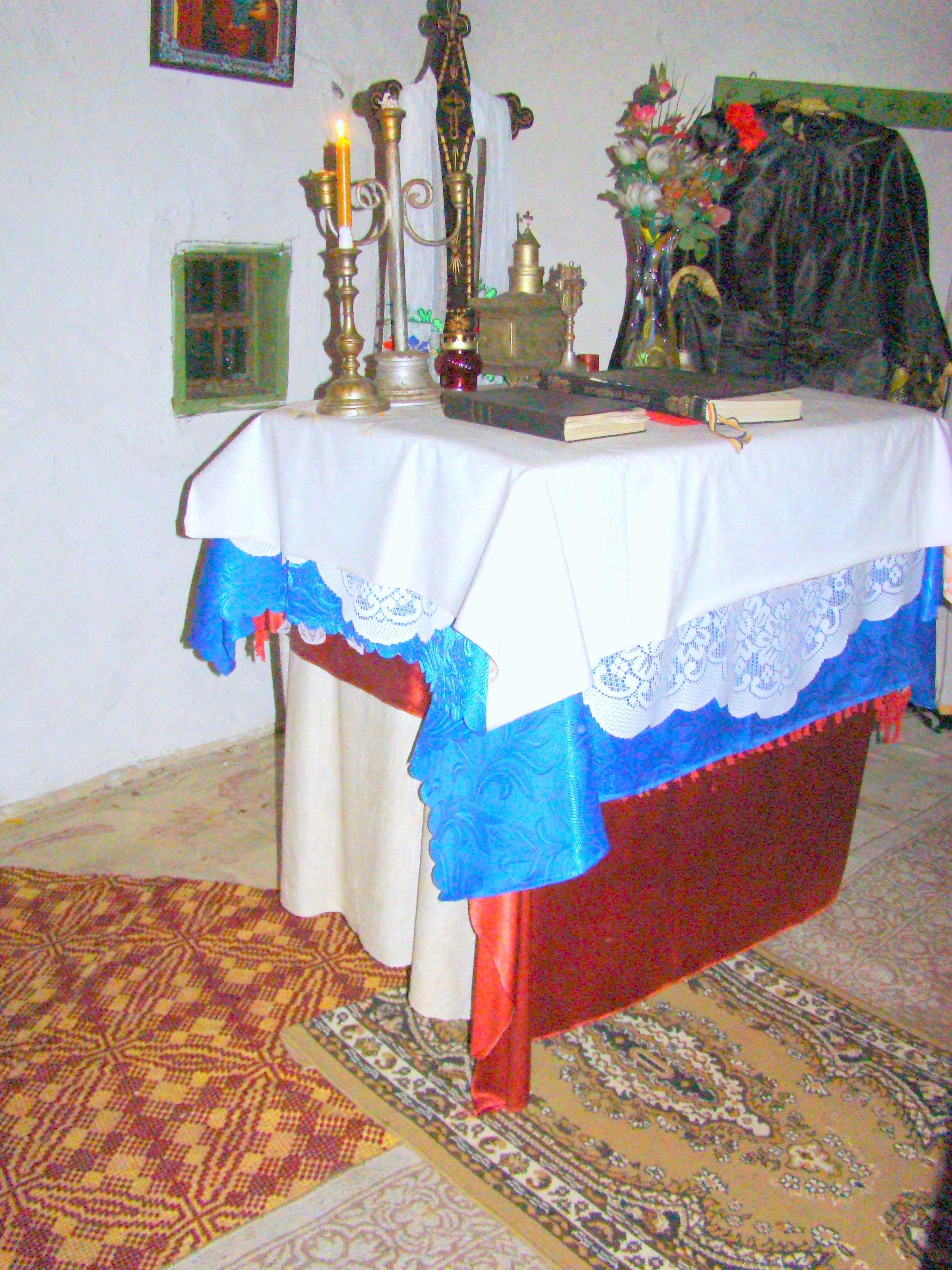
„Sfânta Masă”